# ترکیب تیم‌های جام جهانی فوتبال ۱۹۹۴
این مقاله فهرستی از ترکیب تیم‌های ملی فوتبال در جام جهانی فوتبال ۱۹۹۴ است که از ۱۷ ژوئن تا ۱۷ جولای در کشور ایالات متحده آمریکا برگزار شده‌است.

## گروه A

### کلمبیا
سرمربی:  فرانسیسکو ماتورانا
| شماره | جایگاه    | بازیکن                    | تاریخ تولد/سن            | بازی‌های ملی | باشگاه                           |
| ----- | --------- | ------------------------- | ------------------------ | ----------- | -------------------------------- |
| 1     | دروازه‌بان | اسکار کوردوبا             | ۳ فوریه ۱۹۷۰ (۲۴ سال)    | 27          | América de Cali                  |
| 2     | مدافع     | آندرس اسکوبار             | ۱۳ مارس ۱۹۶۷ (۲۷ سال)    | 15          | باشگاه فوتبال اتلتیکو ناسیونال   |
| 3     | مدافع     | الکسیس موندوسا            | ۸ نوامبر ۱۹۶۱ (۳۲ سال)   | 7           | باشگاه ورزشی اتلتیکو جونیور      |
| 4     | مدافع     | لوئیس اررا                | ۱۲ ژوئن ۱۹۶۲ (۳۲ سال)    | 19          | باشگاه فوتبال اتلتیکو ناسیونال   |
| 5     | هافبک     | ارنان گاویریا             | ۲۷ نوامبر ۱۹۶۹ (۲۴ سال)  | 3           | باشگاه فوتبال اتلتیکو ناسیونال   |
| 6     | هافبک     | گابریل گومس               | ۸ دسامبر ۱۹۵۹ (۳۴ سال)   | 15          | باشگاه فوتبال اتلتیکو ناسیونال   |
| 7     | مهاجم     | آنتونی د آویلا            | ۲۱ دسامبر ۱۹۶۲ (۳۱ سال)  | 13          | América de Cali                  |
| 8     | هافبک     | هارولد لوسانو             | ۳۰ مارس ۱۹۷۲ (۲۲ سال)    | 7           | América de Cali                  |
| 9     | مهاجم     | ایوان والنسیانو           | ۱۸ مارس ۱۹۷۲ (۲۲ سال)    | 4           | باشگاه ورزشی اتلتیکو جونیور      |
| 10    | هافبک     | کارلوس والدراما (کاپیتان) | ۲ سپتامبر ۱۹۶۱ (۳۲ سال)  | 65          | باشگاه ورزشی اتلتیکو جونیور      |
| 11    | مهاجم     | آدولفو بالنسیا            | ۶ فوریه ۱۹۶۸ (۲۶ سال)    | 5           | باشگاه فوتبال بایرن مونیخ        |
| 12    | دروازه‌بان | فرید موندراگون            | ۲۱ ژوئن ۱۹۷۱ (۲۲ سال)    | 1           | باشگاه فوتبال آرژانتینوس جونیورز |
| 13    | مدافع     | نستور اورتیس              | ۲۰ سپتامبر ۱۹۶۸ (۲۵ سال) | ?           | باشگاه فوتبال اونس کالداس        |
| 14    | هافبک     | لئونل آلوارز              | ۲۹ ژوئیه ۱۹۶۵ (۲۸ سال)   | 73          | América de Cali                  |
| 15    | مدافع     | لوئیس کارلوس پریا         | ۲۹ دسامبر ۱۹۶۳ (۳۰ سال)  | 76          | باشگاه ورزشی اتلتیکو جونیور      |
| 16    | مهاجم     | ویکتور آریستیزابال        | ۹ دسامبر ۱۹۷۱ (۲۲ سال)   | 9           | باشگاه فوتبال اتلتیکو ناسیونال   |
| 17    | هافبک     | مائوریسیو سرنا            | ۲۲ ژانویه ۱۹۶۸ (۲۶ سال)  | 0           | باشگاه فوتبال اتلتیکو ناسیونال   |
| 18    | مدافع     | اسکار کورتس               | ۱۹ اکتبر ۱۹۶۸ (۲۵ سال)   | 1           | Millonarios                      |
| 19    | هافبک     | فردی رینکون               | ۱۴ اوت ۱۹۶۶ (۲۷ سال)     | 42          | باشگاه فوتبال پالمیراس           |
| 20    | مدافع     | ویلسون پرز                | ۶ اوت ۱۹۶۷ (۲۶ سال)      | 9           | América de Cali                  |
| 21    | مهاجم     | فاستینو آسپریا            | ۱۰ نوامبر ۱۹۶۹ (۲۴ سال)  | 12          | باشگاه فوتبال پارما              |
| 22    | دروازه‌بان | خوزه ماریا پاسو           | ۴ آوریل ۱۹۶۴ (۳۰ سال)    | ?           | باشگاه ورزشی اتلتیکو جونیور      |

### رومانی
سرمربی:  آنگل یوردانسکو
| شماره | جایگاه    | بازیکن                | تاریخ تولد/سن           | بازی‌های ملی | باشگاه                        |
| ----- | --------- | --------------------- | ----------------------- | ----------- | ----------------------------- |
| 1     | دروازه‌بان | فلورین پرونا          | ۸ اوت ۱۹۶۸ (۲۵ سال)     | 21          | باشگاه فوتبال دینامو بخارست   |
| 2     | مدافع     | دن پترسکو             | ۲۲ دسامبر ۱۹۶۷ (۲۶ سال) | 33          | باشگاه فوتبال جنوآ            |
| 3     | مدافع     | دانیل پرودان          | ۲۳ مارس ۱۹۷۲ (۲۲ سال)   | 12          | Steaua București              |
| 4     | مدافع     | میودراگ بلوددیچ       | ۲۰ مه ۱۹۶۴ (۳۰ سال)     | 32          | باشگاه فوتبال والنسیا         |
| 5     | هافبک     | یوان لوپسکو           | ۹ دسامبر ۱۹۶۸ (۲۵ سال)  | 30          | باشگاه فوتبال بایر ۰۴ لورکوزن |
| 6     | هافبک     | گئورگه پوپسکو         | ۹ اکتبر ۱۹۶۷ (۲۶ سال)   | 45          | باشگاه ورزشی پی‌اس‌وی آیندهوون  |
| 7     | هافبک     | دورینل مونتینو        | ۲۵ ژوئن ۱۹۶۸ (۲۵ سال)   | 28          | باشگاه فوتبال سرکل بروژ       |
| 8     | هافبک     | یولیان کیریتسا        | ۲ فوریه ۱۹۶۷ (۲۷ سال)   | 3           | باشگاه فوتبال راپید بخارست    |
| 9     | مهاجم     | فلورین رادوچویو       | ۱۷ مارس ۱۹۷۰ (۲۴ سال)   | 25          | باشگاه فوتبال آ.ث. میلان      |
| 10    | هافبک     | گئورگی هاجی (کاپیتان) | ۵ فوریه ۱۹۶۵ (۲۹ سال)   | 81          | باشگاه فوتبال برشا            |
| 11    | مهاجم     | ایلیه دومیترسکو       | ۶ ژانویه ۱۹۶۹ (۲۵ سال)  | 38          | Steaua București              |
| 12    | دروازه‌بان | بوگدان استلیا         | ۵ دسامبر ۱۹۶۷ (۲۶ سال)  | 18          | باشگاه فوتبال راپید بخارست    |
| 13    | مدافع     | تیبور سلیمس           | ۱۴ مه ۱۹۷۰ (۲۴ سال)     | 11          | باشگاه فوتبال سرکل بروژ       |
| 14    | مدافع     | گئورگه میهالی         | ۹ دسامبر ۱۹۶۵ (۲۸ سال)  | 19          | باشگاه فوتبال دینامو بخارست   |
| 15    | هافبک     | باساراب پاندورو       | ۱۱ ژوئیه ۱۹۷۰ (۲۳ سال)  | 11          | Steaua București              |
| 16    | مهاجم     | یون ولادویو           | ۵ نوامبر ۱۹۶۸ (۲۵ سال)  | 6           | باشگاه فوتبال راپید بخارست    |
| 17    | مهاجم     | ویورل مولدووان        | ۸ ژوئیه ۱۹۷۲ (۲۱ سال)   | 4           | باشگاه فوتبال دینامو بخارست   |
| 18    | هافبک     | کونستانتین گالکا      | ۸ مارس ۱۹۷۲ (۲۲ سال)    | 7           | Steaua București              |
| 19    | مدافع     | کورنلیو پاپورا        | ۵ سپتامبر ۱۹۷۳ (۲۰ سال) | 5           | Universitatea Craiova         |
| 20    | هافبک     | اوویدیو استینگا       | ۵ دسامبر ۱۹۷۲ (۲۱ سال)  | 9           | Universitatea Craiova         |
| 21    | مهاجم     | ماریان ایوان          | ۶ ژانویه ۱۹۶۹ (۲۵ سال)  | 3           | Brașov                        |
| 22    | دروازه‌بان | اشتفان پردا           | ۱۸ ژوئن ۱۹۷۰ (۲۳ سال)   | 1           | باشگاه فوتبال پترولول پلویشت  |

### سوئیس
سرمربی:  روی هاجسون
| شماره | جایگاه    | بازیکن             | تاریخ تولد/سن           | بازی‌های ملی | باشگاه                        |
| ----- | --------- | ------------------ | ----------------------- | ----------- | ----------------------------- |
| 1     | دروازه‌بان | مارکو پاسکولو      | ۹ مه ۱۹۶۶ (۲۸ سال)      | 18          | باشگاه فوتبال سروت ۱۸۹۰       |
| 2     | مدافع     | مارک هوتیگر        | ۷ نوامبر ۱۹۶۷ (۲۶ سال)  | 41          | باشگاه فوتبال سیون            |
| 3     | مدافع     | ایوان کانتن        | ۲ مه ۱۹۷۰ (۲۴ سال)      | 14          | باشگاه فوتبال سیون            |
| 4     | هافبک     | دومینیک هر         | ۲۵ اکتبر ۱۹۶۵ (۲۸ سال)  | 39          | باشگاه فوتبال سیون            |
| 5     | مدافع     | آلن ژیژر (کاپیتان) | ۵ نوامبر ۱۹۶۰ (۳۳ سال)  | 94          | باشگاه فوتبال سیون            |
| 6     | هافبک     | ژرژ برژی           | ۱۷ ژانویه ۱۹۵۸ (۳۶ سال) | 50          | باشگاه ورزشی یانگ بویز        |
| 7     | هافبک     | آلن سوتر           | ۲۲ ژانویه ۱۹۶۸ (۲۶ سال) | 46          | باشگاه فوتبال نورنبرگ         |
| 8     | مدافع     | کریستوف اورل       | ۷ آوریل ۱۹۶۸ (۲۶ سال)   | 28          | باشگاه فوتبال سروت ۱۸۹۰       |
| 9     | مهاجم     | آدریان کنوپ        | ۲ ژوئیه ۱۹۶۸ (۲۵ سال)   | 34          | باشگاه فوتبال اشتوتگارت       |
| 10    | هافبک     | چیریاکو اسفورتسا   | ۲ مارس ۱۹۷۰ (۲۴ سال)    | 23          | باشگاه فوتبال کایزرسلاوترن    |
| 11    | مهاجم     | استفان چاپیوسات    | ۲۸ ژوئن ۱۹۶۹ (۲۴ سال)   | 36          | باشگاه فوتبال بروسیا دورتموند |
| 12    | دروازه‌بان | اشتفان لمان        | ۱۵ اوت ۱۹۶۳ (۳۰ سال)    | 6           | باشگاه فوتبال سیون            |
| 13    | مدافع     | آندره ایلی         | ۸ مه ۱۹۵۸ (۳۶ سال)      | 79          | باشگاه فوتبال سروت ۱۸۹۰       |
| 14    | مهاجم     | نستور سوبیات       | ۲۳ آوریل ۱۹۶۶ (۲۸ سال)  | 7           | باشگاه فوتبال لوگانو          |
| 15    | مهاجم     | مارکو گراسی        | ۸ اوت ۱۹۶۸ (۲۵ سال)     | 9           | باشگاه فوتبال سروت ۱۸۹۰       |
| 16    | هافبک     | توماس بیکل         | ۶ اکتبر ۱۹۶۳ (۳۰ سال)   | 41          | باشگاه فوتبال گراس‌هاپر زوریخ  |
| 17    | هافبک     | سباستین فورنیه     | ۲۷ ژوئن ۱۹۷۱ (۲۲ سال)   | 4           | باشگاه فوتبال سیون            |
| 18    | مدافع     | مارتین روئدا       | ۹ ژانویه ۱۹۶۳ (۳۱ سال)  | 5           | باشگاه فوتبال لوتسرن          |
| 19    | مدافع     | یورگ اشتودر        | ۸ سپتامبر ۱۹۶۶ (۲۷ سال) | 5           | باشگاه فوتبال زوریخ           |
| 20    | هافبک     | پاتریک سیلوستر     | ۱ سپتامبر ۱۹۶۸ (۲۵ سال) | 9           | باشگاه فوتبال لوزان-اسپورت    |
| 21    | هافبک     | توماس وایس         | ۲۹ اوت ۱۹۶۶ (۲۷ سال)    | 5           | Aarau                         |
| 22    | دروازه‌بان | مارتین برونر       | ۲۳ آوریل ۱۹۶۳ (۳۱ سال)  | 33          | باشگاه فوتبال گراس‌هاپر زوریخ  |

### ایالات متحده آمریکا
سرمربی:  بورا میلوتینوویچ
Note: many of the squad were contracted full-time to فدراسیون فوتبال ایالات متحده آمریکا for the 1993–94 season, as the squad played frequent friendlies in preparation for hosting the tournament.
| شماره | جایگاه    | بازیکن               | تاریخ تولد/سن            | بازی‌های ملی | باشگاه                              |
| ----- | --------- | -------------------- | ------------------------ | ----------- | ----------------------------------- |
| 1     | دروازه‌بان | تونی میولا (کاپیتان) | ۲۱ فوریه ۱۹۶۹ (۲۵ سال)   | 78          | فدراسیون فوتبال ایالات متحده آمریکا |
| 2     | مدافع     | مایک لپر             | ۲۸ سپتامبر ۱۹۷۰ (۲۳ سال) | 41          | Los Angeles Heat                    |
| 3     | مدافع     | مایک برنس            | ۱۴ سپتامبر ۱۹۷۰ (۲۳ سال) | 23          | US Soccer Federation                |
| 4     | مدافع     | کله کویمان           | ۴ ژوئیه ۱۹۶۳ (۳۰ سال)    | 10          | باشگاه فوتبال کروز آزول             |
| 5     | هافبک     | توماس دولی           | ۵ دسامبر ۱۹۶۱ (۳۲ سال)   | 38          | US Soccer Federation                |
| 6     | هافبک     | جان هارکز            | ۸ مارس ۱۹۶۷ (۲۷ سال)     | 45          | باشگاه فوتبال دربی کانتی            |
| 7     | هافبک     | اوگو پرس             | ۸ نوامبر ۱۹۶۳ (۳۰ سال)   | 73          | Los Angeles Salsa                   |
| 8     | مهاجم     | ارنی استوارت         | ۲۸ مارس ۱۹۶۹ (۲۵ سال)    | 16          | باشگاه فوتبال ویلم دوم              |
| 9     | هافبک     | تب راموس             | ۲۱ سپتامبر ۱۹۶۶ (۲۷ سال) | 47          | باشگاه فوتبال رئال بتیس             |
| 10    | مهاجم     | روی وگرلی            | ۱۹ مارس ۱۹۶۴ (۳۰ سال)    | 17          | باشگاه فوتبال کاونتری سیتی          |
| 11    | مهاجم     | اریک وینالدا         | ۹ ژوئن ۱۹۶۹ (۲۵ سال)     | 52          | باشگاه فوتبال زاربروکن              |
| 12    | دروازه‌بان | یورگن سامر           | ۲۷ فوریه ۱۹۶۹ (۲۵ سال)   | 1           | باشگاه فوتبال لوتون تاون            |
| 13    | هافبک     | کوبی جونز            | ۱۶ ژوئن ۱۹۷۰ (۲۴ سال)    | 50          | US Soccer Federation                |
| 14    | مهاجم     | فرانک کلوپاس         | ۱ سپتامبر ۱۹۶۶ (۲۷ سال)  | 30          | باشگاه فوتبال آ. ا. ک آتن           |
| 15    | مهاجم     | جوئه ماکس مور        | ۲۳ فوریه ۱۹۷۱ (۲۳ سال)   | 34          | US Soccer Federation                |
| 16    | هافبک     | مایک سوربر           | ۱۴ مه ۱۹۷۱ (۲۳ سال)      | 39          | US Soccer Federation                |
| 17    | مدافع     | مارسلو بالبوآ        | ۸ اوت ۱۹۶۷ (۲۶ سال)      | 88          | US Soccer Federation                |
| 18    | دروازه‌بان | برد فریدل            | ۱۸ مه ۱۹۷۱ (۲۳ سال)      | 33          | US Soccer Federation                |
| 19    | هافبک     | کلودیو رینا          | ۲۰ ژوئیه ۱۹۷۳ (۲۰ سال)   | 23          | US Soccer Federation                |
| 20    | مدافع     | پل کلیجیری           | ۹ مارس ۱۹۶۴ (۳۰ سال)     | 86          | US Soccer Federation                |
| 21    | مدافع     | فرناندو کلاویخو      | ۲۳ ژانویه ۱۹۵۶ (۳۸ سال)  | 58          | US Soccer Federation                |
| 22    | مدافع     | الکسی لالاس          | ۱ ژوئن ۱۹۷۰ (۲۴ سال)     | 47          | US Soccer Federation                |

## گروه B

### برزیل
سرمربی:  کارلوس آلبرتو پریرا
| شماره | جایگاه    | بازیکن                            | تاریخ تولد/سن            | بازی‌های ملی | باشگاه                           |
| ----- | --------- | --------------------------------- | ------------------------ | ----------- | -------------------------------- |
| 1     | دروازه‌بان | کلودیو تافارل                     | ۸ مه ۱۹۶۶ (۲۸ سال)       | 59          | باشگاه فوتبال رجانا              |
| 2     | مدافع     | ژورژینیو                          | ۱۷ اوت ۱۹۶۴ (۲۹ سال)     | 45          | باشگاه فوتبال بایرن مونیخ        |
| 3     | مدافع     | ریکاردو روبرتو براتو دا روچا      | ۱۱ سپتامبر ۱۹۶۲ (۳۱ سال) | 36          | باشگاه ورزشی واسکو دوگاما        |
| 4     | مدافع     | رونالدو رودریگز دی جسوس           | ۱۹ ژوئن ۱۹۶۵ (۲۸ سال)    | 7           | باشگاه فوتبال شیمیزو اس-پالس     |
| 5     | هافبک     | مائورو سیلوا                      | ۱۲ ژانویه ۱۹۶۸ (۲۶ سال)  | 35          | باشگاه فوتبال دپورتیوو لا کرونیا |
| 6     | مدافع     | برانکو                            | ۴ آوریل ۱۹۶۴ (۳۰ سال)    | 67          | باشگاه فوتبال فلومیننزه          |
| 7     | مهاجم     | ببتو                              | ۱۶ فوریه ۱۹۶۴ (۳۰ سال)   | 53          | باشگاه فوتبال دپورتیوو لا کرونیا |
| 8     | هافبک     | دونگا (کاپیتان)                   | ۳۱ اکتبر ۱۹۶۳ (۳۰ سال)   | 43          | باشگاه فوتبال اشتوتگارت          |
| 9     | هافبک     | زینهو                             | ۱۷ ژوئن ۱۹۶۷ (۲۷ سال)    | 30          | باشگاه فوتبال پالمیراس           |
| 10    | هافبک     | رای (کاپیتان)                     | ۱۵ مه ۱۹۶۵ (۲۹ سال)      | 43          | باشگاه فوتبال پاری سن-ژرمن       |
| 11    | مهاجم     | روماریو                           | ۲۹ ژانویه ۱۹۶۶ (۲۸ سال)  | 31          | باشگاه فوتبال بارسلونا           |
| 12    | دروازه‌بان | زتی                               | ۱۰ ژانویه ۱۹۶۵ (۲۹ سال)  | 7           | باشگاه فوتبال سائو پائولو        |
| 13    | مدافع     | آلدایر                            | ۳۰ نوامبر ۱۹۶۵ (۲۸ سال)  | 21          | باشگاه فوتبال آ.اس. رم           |
| 14    | مدافع     | کافو                              | ۷ ژوئن ۱۹۷۰ (۲۴ سال)     | 30          | باشگاه فوتبال سائو پائولو        |
| 15    | مدافع     | مارسیو روبرتو دوس سانتوس          | ۱۵ سپتامبر ۱۹۶۹ (۲۴ سال) | 27          | باشگاه فوتبال بوردو              |
| 16    | هافبک     | لئوناردو آراخو                    | ۵ سپتامبر ۱۹۶۹ (۲۴ سال)  | 12          | باشگاه فوتبال سائو پائولو        |
| 17    | هافبک     | مازینهو                           | ۸ آوریل ۱۹۶۶ (۲۸ سال)    | 29          | باشگاه فوتبال پالمیراس           |
| 18    | هافبک     | پائولو سرجیو سیلوستر دو ناسیمینتو | ۲ ژوئن ۱۹۶۹ (۲۵ سال)     | 10          | باشگاه فوتبال بایر ۰۴ لورکوزن    |
| 19    | مهاجم     | مولر                              | ۳۱ ژانویه ۱۹۶۶ (۲۸ سال)  | 53          | باشگاه فوتبال سائو پائولو        |
| 20    | مهاجم     | رونالدو                           | ۲۲ سپتامبر ۱۹۷۶ (۱۷ سال) | 3           | باشگاه ورزشی کروزیرو             |
| 21    | مهاجم     | ویولا                             | ۱ ژانویه ۱۹۶۹ (۲۵ سال)   | 5           | باشگاه فوتبال کورینتیانس         |
| 22    | دروازه‌بان | ژیلمار رینالدی                    | ۱۳ ژانویه ۱۹۵۹ (۳۵ سال)  | 7           | باشگاه فوتبال فلامینگو           |

Note: Raí captained Brazil in the group stage, before he was dropped and replaced by Dunga.

### کامرون
سرمربی:  آنری میشل
| شماره | جایگاه    | بازیکن                | تاریخ تولد/سن            | بازی‌های ملی | باشگاه                |
| ----- | --------- | --------------------- | ------------------------ | ----------- | --------------------- |
| 1     | دروازه‌بان | ژوزف-آنتوان بل        | ۸ اکتبر ۱۹۵۴ (۳۹ سال)    | 7           | باشگاه فوتبال سن-اتین |
| 2     | مدافع     | آندره کانا-بیییک      | ۱ سپتامبر ۱۹۶۵ (۲۸ سال)  | 9           | باشگاه فوتبال لو آور  |
| 3     | مدافع     | ریگوبرت سانگ          | ۱ ژوئیه ۱۹۷۶ (۱۷ سال)    | 0           | Tonnerre Yaounde      |
| 4     | مدافع     | ساموئل اکمه           | ۱۲ ژوئیه ۱۹۶۶ (۲۷ سال)   | ?           | Canon Yaounde         |
| 5     | مدافع     | ویکتور اندیپ          | ۱۸ اوت ۱۹۶۷ (۲۶ سال)     | 7           | Olympic Mvolyé        |
| 6     | هافبک     | توماس لیبی            | ۱۷ نوامبر ۱۹۶۷ (۲۶ سال)  | 2           | Ohud                  |
| 7     | مهاجم     | فرانسوا اومام بییک    | ۲۱ مه ۱۹۶۶ (۲۸ سال)      | 9           | باشگاه فوتبال لانس    |
| 8     | هافبک     | امیل امبو             | ۳۰ مه ۱۹۶۶ (۲۸ سال)      | 9           | باشگاه ورزشی القطر    |
| 9     | مهاجم     | روژه میلا             | ۲۰ مه ۱۹۵۲ (۴۲ سال)      | 12          | Tonnerre Yaounde      |
| 10    | مهاجم     | لوئی-پل امفده         | ۲۶ فوریه ۱۹۶۱ (۳۳ سال)   | 11          | Canon Yaounde         |
| 11    | هافبک     | امانوئل مابوانگ       | ۲۷ نوامبر ۱۹۶۸ (۲۵ سال)  | 4           | باشگاه فوتبال ریو آوه |
| 12    | هافبک     | پل لوگا               | ۱۴ اوت ۱۹۶۹ (۲۴ سال)     | ?           | Prevoyance Yaounde    |
| 13    | مدافع     | ریموند کالا           | ۲۲ آوریل ۱۹۷۵ (۱۹ سال)   | 0           | Canon Yaounde         |
| 14    | مدافع     | استفن تاتاو (کاپیتان) | ۳۱ مارس ۱۹۶۳ (۳۱ سال)    | 9           | Olympic Mvolyé        |
| 15    | مدافع     | هانس آگبو             | ۲۶ سپتامبر ۱۹۶۷ (۲۶ سال) | 2           | Olympic Mvolyé        |
| 16    | مهاجم     | آلفونس چامی           | ۱۴ سپتامبر ۱۹۷۱ (۲۲ سال) | 0           | باشگاه فوتبال ادنسه   |
| 17    | هافبک     | مارک ویوین فو         | ۱ مه ۱۹۷۵ (۱۹ سال)       | 0           | Canon Yaounde         |
| 18    | هافبک     | ژان-پیر فیالا         | ۲۲ آوریل ۱۹۶۹ (۲۵ سال)   | ?           | Canon Yaounde         |
| 19    | مهاجم     | دیوید امبه            | ۱۳ نوامبر ۱۹۷۳ (۲۰ سال)  | 0           | باشگاه فوتبال بلننسس  |
| 20    | مهاجم     | ژرژ مویمه             | ۱۵ آوریل ۱۹۷۱ (۲۳ سال)   | 0           | باشگاه فوتبال تروا    |
| 21    | دروازه‌بان | توماس انکونو          | ۲۰ ژوئیه ۱۹۵۶ (۳۷ سال)   | 9           | L'Hospitalet          |
| 22    | دروازه‌بان | ژاک سونگو-او          | ۱۷ مارس ۱۹۶۴ (۳۰ سال)    | 1           | باشگاه فوتبال متس     |

### روسیه
سرمربی:  پاول سادیرین
| شماره | جایگاه    | بازیکن                 | تاریخ تولد/سن            | بازی‌های ملی | باشگاه                        |
| ----- | --------- | ---------------------- | ------------------------ | ----------- | ----------------------------- |
| 1     | دروازه‌بان | استانیسلاو چرچسوف      | ۲ سپتامبر ۱۹۶۳ (۳۰ سال)  | 19          | باشگاه فوتبال دینامو درسدن    |
| 2     | مدافع     | دمیتری کوزنتسوف        | ۲۸ اوت ۱۹۶۵ (۲۸ سال)     | 26          | باشگاه فوتبال اسپانیول        |
| 3     | مدافع     | سرگی گورلوکویچ         | ۱۸ نوامبر ۱۹۶۱ (۳۲ سال)  | 32          | باشگاه فوتبال اوردینگن ۰۵     |
| 4     | مدافع     | دمیتری گالیامین        | ۸ ژانویه ۱۹۶۳ (۳۱ سال)   | 18          | باشگاه فوتبال اسپانیول        |
| 5     | مدافع     | یوری نیکیفوروف         | ۱۶ سپتامبر ۱۹۷۰ (۲۳ سال) | 8           | باشگاه فوتبال اسپارتاک مسکو   |
| 6     | مدافع     | ولادیسلاو ترنافسکی     | ۲ مه ۱۹۶۹ (۲۵ سال)       | 2           | باشگاه فوتبال اسپارتاک مسکو   |
| 7     | هافبک     | آندری پیاتنیتسکی       | ۲۷ سپتامبر ۱۹۶۷ (۲۶ سال) | 9           | باشگاه فوتبال اسپارتاک مسکو   |
| 8     | هافبک     | دمیتری پوپوف           | ۲۷ فوریه ۱۹۶۷ (۲۷ سال)   | 11          | باشگاه فوتبال راسینگ سانتاندر |
| 9     | مهاجم     | اولگ سالنکو            | ۲۵ اکتبر ۱۹۶۹ (۲۴ سال)   | 5           | Logroñés                      |
| 10    | هافبک     | والری کارپین           | ۲ فوریه ۱۹۶۹ (۲۵ سال)    | 10          | باشگاه فوتبال اسپارتاک مسکو   |
| 11    | مهاجم     | ولادیمیر بسچاستنیخ     | ۱ آوریل ۱۹۷۴ (۲۰ سال)    | 6           | باشگاه فوتبال اسپارتاک مسکو   |
| 12    | مدافع     | اوماری تترادزه         | ۱۳ اکتبر ۱۹۶۹ (۲۴ سال)   | 9           | باشگاه فوتبال دینامو مسکو     |
| 13    | هافبک     | الکساندر بورودیوک      | ۳۰ نوامبر ۱۹۶۲ (۳۱ سال)  | 13          | باشگاه فوتبال فرایبورگ        |
| 14    | هافبک     | ایگور کورنیف           | ۴ سپتامبر ۱۹۶۷ (۲۶ سال)  | 13          | باشگاه فوتبال اسپانیول        |
| 15    | مهاجم     | دمیتری رادچنکو         | ۲ دسامبر ۱۹۷۰ (۲۳ سال)   | 14          | باشگاه فوتبال راسینگ سانتاندر |
| 16    | دروازه‌بان | دمیتری خارین (کاپیتان) | ۱۶ اوت ۱۹۶۸ (۲۵ سال)     | 22          | باشگاه فوتبال چلسی            |
| 17    | هافبک     | ایلیا سیمبالار         | ۱۷ ژوئن ۱۹۶۹ (۲۵ سال)    | 2           | باشگاه فوتبال اسپارتاک مسکو   |
| 18    | مدافع     | ویکتور اونوپکو         | ۱۴ اکتبر ۱۹۶۹ (۲۴ سال)   | 21          | باشگاه فوتبال اسپارتاک مسکو   |
| 19    | هافبک     | الکساندر مستووی        | ۲۲ اوت ۱۹۶۸ (۲۵ سال)     | 20          | باشگاه فوتبال کان             |
| 20    | هافبک     | ایگور لدیاخوف          | ۲۲ مه ۱۹۶۸ (۲۶ سال)      | 15          | باشگاه فوتبال اسپارتاک مسکو   |
| 21    | هافبک     | دمیتری خلستوف          | ۲۱ ژانویه ۱۹۷۱ (۲۳ سال)  | 12          | باشگاه فوتبال اسپارتاک مسکو   |
| 22    | مهاجم     | سرگئی یوران            | ۱۱ ژوئن ۱۹۶۹ (۲۵ سال)    | 26          | باشگاه ورزشی بنفیکا           |

Note: caps include those for تیم ملی فوتبال شوروی، تیم ملی فوتبال کشورهای مشترک‌المنافع،  and Russia, while those for other countries, such as تیم ملی فوتبال اوکراین،  are not counted.

### سوئد
سرمربی:  تومی اسونسون
| شماره | جایگاه    | بازیکن              | تاریخ تولد/سن            | بازی‌های ملی | باشگاه                            |
| ----- | --------- | ------------------- | ------------------------ | ----------- | --------------------------------- |
| 1     | دروازه‌بان | توماس راولی         | ۱۳ اوت ۱۹۵۹ (۳۴ سال)     | 110         | باشگاه فوتبال گوتبورگ             |
| 2     | مدافع     | رولاند نیلسون       | ۲۷ نوامبر ۱۹۶۳ (۳۰ سال)  | 62          | باشگاه فوتبال شفیلد ونزدی         |
| 3     | مدافع     | پاتریک آندرشون      | ۱۸ اوت ۱۹۷۱ (۲۲ سال)     | 23          | باشگاه فوتبال بروسیا مونشن‌گلادباخ |
| 4     | مدافع     | یواخیم بیورکلوند    | ۱۵ مارس ۱۹۷۱ (۲۳ سال)    | 22          | باشگاه فوتبال گوتبورگ             |
| 5     | مدافع     | روگر لیونگ          | ۸ ژانویه ۱۹۶۶ (۲۸ سال)   | 46          | باشگاه فوتبال گالاتاسرای          |
| 6     | هافبک     | استیفن شوارتز       | ۱۸ آوریل ۱۹۶۹ (۲۵ سال)   | 29          | باشگاه ورزشی بنفیکا               |
| 7     | مهاجم     | هنریک لارشون        | ۲۰ سپتامبر ۱۹۷۱ (۲۲ سال) | 7           | باشگاه فوتبال فاینورد             |
| 8     | هافبک     | کلاس اینگسون        | ۲۰ اوت ۱۹۶۸ (۲۵ سال)     | 42          | باشگاه ورزشی پی‌اس‌وی آیندهوون      |
| 9     | هافبک     | یوناس ترن (کاپیتان) | ۲۰ مارس ۱۹۶۷ (۲۷ سال)    | 47          | باشگاه فوتبال ناپولی              |
| 10    | مهاجم     | مارتین دالین        | ۱۶ آوریل ۱۹۶۸ (۲۶ سال)   | 29          | باشگاه فوتبال بروسیا مونشن‌گلادباخ |
| 11    | مهاجم     | توماس برولین        | ۲۹ نوامبر ۱۹۶۹ (۲۴ سال)  | 31          | باشگاه فوتبال پارما               |
| 12    | دروازه‌بان | لارس اریکسون        | ۲۱ سپتامبر ۱۹۶۵ (۲۸ سال) | 14          | باشگاه فوتبال نورشوپینگ           |
| 13    | مدافع     | میکائل نیلسون       | ۲۸ سپتامبر ۱۹۶۸ (۲۵ سال) | 12          | باشگاه فوتبال گوتبورگ             |
| 14    | مدافع     | پونتوس کومارک       | ۵ آوریل ۱۹۶۹ (۲۵ سال)    | 12          | باشگاه فوتبال گوتبورگ             |
| 15    | مدافع     | تدی لوچیچ           | ۱۵ آوریل ۱۹۷۳ (۲۱ سال)   | 0           | Västra Frölunda                   |
| 16    | هافبک     | اندرس لیمپار        | ۲۴ سپتامبر ۱۹۶۵ (۲۸ سال) | 51          | باشگاه فوتبال اورتون              |
| 17    | هافبک     | استفان رین          | ۲۲ سپتامبر ۱۹۶۶ (۲۷ سال) | 38          | باشگاه فوتبال گوتبورگ             |
| 18    | هافبک     | هوکان میلد          | ۱۴ ژوئن ۱۹۷۱ (۲۳ سال)    | 12          | باشگاه فوتبال سروت ۱۸۹۰           |
| 19    | مهاجم     | کنت آندرشون         | ۶ اکتبر ۱۹۶۷ (۲۶ سال)    | 24          | باشگاه فوتبال لیل                 |
| 20    | مدافع     | ماگنوس ارلینگمارک   | ۸ ژوئیه ۱۹۶۸ (۲۵ سال)    | 24          | باشگاه فوتبال گوتبورگ             |
| 21    | هافبک     | یسپر بلومکویست      | ۵ فوریه ۱۹۷۴ (۲۰ سال)    | 8           | باشگاه فوتبال گوتبورگ             |
| 22    | دروازه‌بان | ماگنوس هدمان        | ۱۹ مارس ۱۹۷۳ (۲۱ سال)    | 0           | باشگاه فوتبال ای‌آی‌کی              |

- Caps as of June 10, 1994

## گروه C

### بولیوی
سرمربی:  زبیر ازکرگورتا
| شماره | جایگاه    | بازیکن                 | تاریخ تولد/سن            | بازی‌های ملی | باشگاه                         |
| ----- | --------- | ---------------------- | ------------------------ | ----------- | ------------------------------ |
| 1     | دروازه‌بان | کارلوس تراکو           | ۸ اوت ۱۹۵۷ (۳۶ سال)      | 21          | باشگاه فوتبال بولیوار          |
| 2     | مدافع     | خوان مانوئل پنیا       | ۱۷ ژانویه ۱۹۷۳ (۲۱ سال)  | 21          | باشگاه فوتبال سانتا فه         |
| 3     | مدافع     | مارکو ساندی            | ۲۹ اوت ۱۹۷۱ (۲۲ سال)     | 26          | باشگاه فوتبال بولیوار          |
| 4     | مدافع     | میگل ریمبا             | ۱ نوامبر ۱۹۶۷ (۲۶ سال)   | 35          | باشگاه فوتبال بولیوار          |
| 5     | مدافع     | گوستاوو کینتروس        | ۱۵ فوریه ۱۹۶۵ (۲۹ سال)   | 5           | باشگاه فوتبال استرونگست        |
| 6     | هافبک     | کارلوس بورخا (کاپیتان) | ۲۵ دسامبر ۱۹۵۶ (۳۷ سال)  | 76          | باشگاه فوتبال بولیوار          |
| 7     | هافبک     | ماریو پیندو            | ۹ آوریل ۱۹۶۴ (۳۰ سال)    | 1           | Oriente Petrolero              |
| 8     | هافبک     | خوسه میلتون ملگار      | ۲۰ سپتامبر ۱۹۵۹ (۳۴ سال) | 65          | Cobreloa                       |
| 9     | مهاجم     | آلوارو پنیا            | ۱۱ فوریه ۱۹۶۵ (۲۹ سال)   | 11          | Deportes Temuco                |
| 10    | هافبک     | مارکو اچوری            | ۲۶ سپتامبر ۱۹۷۰ (۲۳ سال) | 23          | باشگاه فوتبال کولو-کولو        |
| 11    | مهاجم     | خایمه مورنو            | ۱۹ ژانویه ۱۹۷۴ (۲۰ سال)  | 23          | باشگاه فوتبال بلومینگ          |
| 12    | دروازه‌بان | داریو روخاس            | ۲۰ ژانویه ۱۹۶۰ (۳۴ سال)  | 4           | Oriente Petrolero              |
| 13    | مدافع     | مودستو سوروکو          | ۱۲ فوریه ۱۹۶۶ (۲۸ سال)   | 3           | باشگاه فوتبال اونس کالداس      |
| 14    | هافبک     | مائوریسیو راموس        | ۲۳ سپتامبر ۱۹۶۹ (۲۴ سال) | 1           | Destroyers                     |
| 15    | هافبک     | ولادیمیر سوریا         | ۱۵ ژوئیه ۱۹۶۴ (۲۹ سال)   | 16          | باشگاه فوتبال بولیوار          |
| 16    | مدافع     | لوئیس کریستالدو        | ۳۱ اوت ۱۹۶۹ (۲۴ سال)     | 29          | باشگاه فوتبال بولیوار          |
| 17    | مدافع     | اسکار سانچس            | ۱۶ ژوئیه ۱۹۷۱ (۲۲ سال)   | 3           | باشگاه فوتبال استرونگست        |
| 18    | مهاجم     | ویلیام رامایو          | ۴ ژوئیه ۱۹۶۳ (۳۰ سال)    | 3           | Oriente Petrolero              |
| 19    | دروازه‌بان | مارسلو توریکو          | ۱۱ ژانویه ۱۹۷۲ (۲۲ سال)  | ?           | باشگاه فوتبال استرونگست        |
| 20    | هافبک     | رامیرو کاستیو          | ۲۷ مارس ۱۹۶۶ (۲۸ سال)    | 25          | باشگاه فوتبال اتلتیکو پلاتینزه |
| 21    | هافبک     | اروین سانچس            | ۱۹ اکتبر ۱۹۶۹ (۲۴ سال)   | 29          | باشگاه فوتبال بوآویشتا         |
| 22    | هافبک     | خولیو سزار بالدیویسو   | ۲ دسامبر ۱۹۷۱ (۲۲ سال)   | 31          | باشگاه فوتبال بولیوار          |

### آلمان
سرمربی:  برتی فوگتس
| شماره | جایگاه    | بازیکن                 | تاریخ تولد/سن            | بازی‌های ملی | باشگاه                           |
| ----- | --------- | ---------------------- | ------------------------ | ----------- | -------------------------------- |
| 1     | دروازه‌بان | بودو ایلگنر            | ۷ آوریل ۱۹۶۷ (۲۷ سال)    | 49          | باشگاه فوتبال کلن                |
| 2     | هافبک     | توماس اشترونتس         | ۲۵ آوریل ۱۹۶۸ (۲۶ سال)   | 13          | باشگاه فوتبال اشتوتگارت          |
| 3     | مدافع     | آندریاس برمه           | ۹ نوامبر ۱۹۶۰ (۳۳ سال)   | 81          | باشگاه فوتبال کایزرسلاوترن       |
| 4     | مدافع     | یورگن کولر             | ۶ اکتبر ۱۹۶۵ (۲۸ سال)    | 65          | باشگاه فوتبال یوونتوس            |
| 5     | مدافع     | توماس هلمر             | ۲۱ آوریل ۱۹۶۵ (۲۹ سال)   | 25          | باشگاه فوتبال بایرن مونیخ        |
| 6     | مدافع     | گیدو بوخوالد           | ۲۴ ژانویه ۱۹۶۱ (۳۳ سال)  | 73          | باشگاه فوتبال اشتوتگارت          |
| 7     | هافبک     | اندریاس مولر           | ۲ سپتامبر ۱۹۶۷ (۲۶ سال)  | 40          | باشگاه فوتبال یوونتوس            |
| 8     | هافبک     | توماس هسلر             | ۳۰ مه ۱۹۶۶ (۲۸ سال)      | 50          | باشگاه فوتبال آ.اس. رم           |
| 9     | مهاجم     | کارل-هاینتس ریدله      | ۱۶ سپتامبر ۱۹۶۵ (۲۸ سال) | 39          | باشگاه فوتبال بروسیا دورتموند    |
| 10    | هافبک     | لوتار ماتئوس (کاپیتان) | ۲۱ مارس ۱۹۶۱ (۳۳ سال)    | 112         | باشگاه فوتبال بایرن مونیخ        |
| 11    | مهاجم     | اشتفان کونتس           | ۳۰ اکتبر ۱۹۶۲ (۳۱ سال)   | 4           | باشگاه فوتبال کایزرسلاوترن       |
| 12    | دروازه‌بان | آندریاس کوپکه          | ۱۲ مارس ۱۹۶۲ (۳۲ سال)    | 14          | باشگاه فوتبال نورنبرگ            |
| 13    | مهاجم     | رودی فولر              | ۱۳ آوریل ۱۹۶۰ (۳۴ سال)   | 87          | باشگاه فوتبال المپیک مارسی       |
| 14    | مدافع     | توماس برتهولد          | ۱۲ نوامبر ۱۹۶۴ (۲۹ سال)  | 54          | باشگاه فوتبال اشتوتگارت          |
| 15    | هافبک     | مائوریتسیو گائودینو    | ۱۲ دسامبر ۱۹۶۶ (۲۷ سال)  | 5           | باشگاه فوتبال آینتراخت فرانکفورت |
| 16    | مدافع     | ماتیاس سامر            | ۵ سپتامبر ۱۹۶۷ (۲۶ سال)  | 24          | باشگاه فوتبال بروسیا دورتموند    |
| 17    | هافبک     | مارتین واگنر           | ۲۴ فوریه ۱۹۶۸ (۲۶ سال)   | 3           | باشگاه فوتبال کایزرسلاوترن       |
| 18    | مهاجم     | یورگن کلینزمن          | ۳۰ ژوئیه ۱۹۶۴ (۲۹ سال)   | 60          | باشگاه فوتبال آاس موناکو         |
| 19    | مهاجم     | اولف کیرشتن            | ۴ دسامبر ۱۹۶۵ (۲۸ سال)   | 10          | باشگاه فوتبال بایر ۰۴ لورکوزن    |
| 20    | هافبک     | اشتفان افنبرگ          | ۲ اوت ۱۹۶۸ (۲۵ سال)      | 30          | باشگاه فوتبال فیورنتینا          |
| 21    | هافبک     | ماریو باسلر            | ۱۸ دسامبر ۱۹۶۸ (۲۵ سال)  | 5           | باشگاه ورزشی وردر برمن           |
| 22    | دروازه‌بان | الیور کان              | ۱۵ ژوئن ۱۹۶۹ (۲۵ سال)    | 0           | باشگاه فوتبال کارلسروهه          |

Note: Sammer and Kirsten also earned additional caps for East Germany (23 and 49, respectively).

### کره جنوبی
سرمربی:  کیم هو
| شماره | جایگاه    | بازیکن                 | تاریخ تولد/سن            | بازی‌های ملی | باشگاه                         |
| ----- | --------- | ---------------------- | ------------------------ | ----------- | ------------------------------ |
| 1     | دروازه‌بان | چوی این-یونگ (کاپیتان) | ۵ مارس ۱۹۶۲ (۳۲ سال)     | 3           | باشگاه فوتبال اولسان هیوندای   |
| 2     | هافبک     | چانگ جونگ-سون          | ۲۰ مارس ۱۹۶۶ (۲۸ سال)    | 3           | باشگاه فوتبال اولسان هیوندای   |
| 3     | مدافع     | لی جونگ-هوا            | ۲۰ ژوئیه ۱۹۶۳ (۳۰ سال)   | ?           | باشگاه فوتبال سئونگنام         |
| 4     | مدافع     | کیم پان-کن             | ۵ مارس ۱۹۶۶ (۲۸ سال)     | 0           | باشگاه فوتبال سئول             |
| 5     | مدافع     | پارک جونگ-بائه         | ۱۹ فوریه ۱۹۶۷ (۲۷ سال)   | 0           | باشگاه فوتبال بوسان ای‌پارک     |
| 6     | هافبک     | لی یونگ-جین            | ۲۷ اکتبر ۱۹۶۳ (۳۰ سال)   | 1           | باشگاه فوتبال سئول             |
| 7     | مدافع     | شین هونگ-گی            | ۴ مه ۱۹۶۸ (۲۶ سال)       | 0           | باشگاه فوتبال اولسان هیوندای   |
| 8     | هافبک     | نو جونگ-یون            | ۲۸ مارس ۱۹۷۱ (۲۳ سال)    | 3           | باشگاه فوتبال سانفریس هیروشیما |
| 9     | مهاجم     | کیم جو سونگ            | ۱۷ ژانویه ۱۹۶۶ (۲۸ سال)  | 14          | باشگاه فوتبال بوخوم            |
| 10    | مهاجم     | کو یونگ-وون            | ۲۷ ژوئن ۱۹۶۶ (۲۷ سال)    | 0           | باشگاه فوتبال سئونگنام         |
| 11    | مهاجم     | سو جونگ-وون            | ۱۷ دسامبر ۱۹۷۰ (۲۳ سال)  | 3           | Sangmu FC                      |
| 12    | مدافع     | چوی یونگ-ایل           | ۲۵ آوریل ۱۹۶۶ (۲۸ سال)   | 0           | باشگاه فوتبال اولسان هیوندای   |
| 13    | مدافع     | آن ایک-سو              | ۶ مه ۱۹۶۵ (۲۹ سال)       | ?           | باشگاه فوتبال سئونگنام         |
| 14    | هافبک     | چوی دائه-شیک           | ۱۰ ژانویه ۱۹۶۵ (۲۹ سال)  | 0           | باشگاه فوتبال سئول             |
| 15    | هافبک     | چو جین-هو              | ۲ اوت ۱۹۷۳ (۲۰ سال)      | 0           | باشگاه فوتبال پوهانگ استیلرز   |
| 16    | هافبک     | ها سوک-جو              | ۲۰ فوریه ۱۹۶۸ (۲۶ سال)   | 33          | باشگاه فوتبال بوسان ای‌پارک     |
| 17    | مدافع     | گو سانگ-بوم            | ۱۵ ژوئن ۱۹۶۴ (۳۰ سال)    | 63          | باشگاه فوتبال بوسان ای‌پارک     |
| 18    | مهاجم     | هوانگ سان-هونگ         | ۱۴ ژوئیه ۱۹۶۸ (۲۵ سال)   | 46          | باشگاه فوتبال پوهانگ استیلرز   |
| 19    | هافبک     | چوی مون-سیک            | ۶ ژانویه ۱۹۷۱ (۲۳ سال)   | 0           | باشگاه فوتبال پوهانگ استیلرز   |
| 20    | مدافع     | هونگ میونگ-بو          | ۱۲ فوریه ۱۹۶۹ (۲۵ سال)   | 47          | باشگاه فوتبال پوهانگ استیلرز   |
| 21    | دروازه‌بان | پارک چول-وو            | ۲۹ سپتامبر ۱۹۶۵ (۲۸ سال) | ?           | باشگاه فوتبال سئول             |
| 22    | دروازه‌بان | لی وون جائه            | ۲۶ آوریل ۱۹۷۳ (۲۱ سال)   | 1           | دانشگاه کیونگ هی               |

### اسپانیا
سرمربی:  خاویر کلمنته
| شماره | جایگاه    | بازیکن                     | تاریخ تولد/سن            | بازی‌های ملی | باشگاه                           |
| ----- | --------- | -------------------------- | ------------------------ | ----------- | -------------------------------- |
| 1     | دروازه‌بان | آندونی زوبیزارتا (کاپیتان) | ۲۳ اکتبر ۱۹۶۱ (۳۲ سال)   | 87          | باشگاه فوتبال بارسلونا           |
| 2     | مدافع     | آلبرت فرر                  | ۶ ژوئن ۱۹۷۰ (۲۴ سال)     | 16          | باشگاه فوتبال بارسلونا           |
| 3     | مدافع     | خورخه اوترو                | ۸ مارس ۱۹۶۹ (۲۵ سال)     | 5           | باشگاه فوتبال سلتاویگو           |
| 4     | مدافع     | فرانسیسکو خوزه کاماراسا    | ۲۷ سپتامبر ۱۹۶۷ (۲۶ سال) | 9           | باشگاه فوتبال والنسیا            |
| 5     | مدافع     | آبلاردو فرناندز            | ۱۹ مارس ۱۹۷۰ (۲۴ سال)    | 9           | باشگاه فوتبال اسپورتینگ خیخون    |
| 6     | هافبک     | فرناندو ئیه‌رو              | ۲۳ مارس ۱۹۶۸ (۲۶ سال)    | 23          | باشگاه فوتبال رئال مادرید        |
| 7     | هافبک     | یون آندونی گویکوتکسا       | ۲۱ اکتبر ۱۹۶۵ (۲۸ سال)   | 22          | باشگاه فوتبال بارسلونا           |
| 8     | هافبک     | خولن گوئررو                | ۷ ژانویه ۱۹۷۴ (۲۰ سال)   | 9           | باشگاه فوتبال اتلتیک بیلبائو     |
| 9     | هافبک     | پپ گواردیولا               | ۱۸ ژانویه ۱۹۷۱ (۲۳ سال)  | 11          | باشگاه فوتبال بارسلونا           |
| 10    | هافبک     | خوزه ماری باکرو            | ۱۱ فوریه ۱۹۶۳ (۳۱ سال)   | 25          | باشگاه فوتبال بارسلونا           |
| 11    | مهاجم     | تکسیکی بگیریستین           | ۱۲ اوت ۱۹۶۴ (۲۹ سال)     | 21          | باشگاه فوتبال بارسلونا           |
| 12    | مدافع     | سرجی بارخوان               | ۲۸ دسامبر ۱۹۷۱ (۲۲ سال)  | 2           | باشگاه فوتبال بارسلونا           |
| 13    | دروازه‌بان | سانتیاگو کانیایزارس        | ۱۸ دسامبر ۱۹۶۹ (۲۴ سال)  | 4           | باشگاه فوتبال سلتاویگو           |
| 14    | مهاجم     | خوانله                     | ۱۰ آوریل ۱۹۷۱ (۲۳ سال)   | 5           | باشگاه فوتبال اسپورتینگ خیخون    |
| 15    | هافبک     | خوزه لوییس کامینرو         | ۸ نوامبر ۱۹۶۷ (۲۶ سال)   | 4           | باشگاه فوتبال اتلتیکو مادرید     |
| 16    | هافبک     | فیلیپه مینامبرس            | ۲۹ آوریل ۱۹۶۵ (۲۹ سال)   | 4           | باشگاه ورزشی تنریف               |
| 17    | مدافع     | ورو                        | ۹ اکتبر ۱۹۶۳ (۳۰ سال)    | 4           | باشگاه فوتبال دپورتیوو لا کرونیا |
| 18    | مدافع     | رافائل آلکورتا             | ۱۶ سپتامبر ۱۹۶۸ (۲۵ سال) | 19          | باشگاه فوتبال رئال مادرید        |
| 19    | مهاجم     | خولیو سالیناس              | ۱۱ سپتامبر ۱۹۶۲ (۳۱ سال) | 43          | باشگاه فوتبال بارسلونا           |
| 20    | مدافع     | میگل آنخل نادال            | ۲۸ ژوئیه ۱۹۶۶ (۲۷ سال)   | 12          | باشگاه فوتبال بارسلونا           |
| 21    | مهاجم     | لوییس انریکه               | ۸ مه ۱۹۷۰ (۲۴ سال)       | 5           | باشگاه فوتبال رئال مادرید        |
| 22    | دروازه‌بان | خولن لوپتگی                | ۲۸ اوت ۱۹۶۶ (۲۷ سال)     | 1           | Logroñés                         |

## گروه D

### آرژانتین
سرمربی:  آلفیو باسیله
| شماره | جایگاه    | بازیکن                  | تاریخ تولد/سن           | بازی‌های ملی | باشگاه                            |
| ----- | --------- | ----------------------- | ----------------------- | ----------- | --------------------------------- |
| 1     | دروازه‌بان | سرجیو گوی‌کوچه‌آ          | ۱۷ اکتبر ۱۹۶۳ (۳۰ سال)  | 36          | باشگاه فوتبال ریور پلاته          |
| 2     | مدافع     | سرخیو واسکس             | ۲۳ نوامبر ۱۹۶۵ (۲۸ سال) | 24          | Universidad Católica              |
| 3     | مدافع     | خوزه چاموت              | ۱۷ مه ۱۹۶۹ (۲۵ سال)     | 9           | باشگاه فوتبال فوجا                |
| 4     | مدافع     | روبرتو سنسینی           | ۱۲ اکتبر ۱۹۶۶ (۲۷ سال)  | 21          | باشگاه فوتبال پارما               |
| 5     | هافبک     | فرناندو ردوندو          | ۶ ژوئن ۱۹۶۹ (۲۵ سال)    | 16          | باشگاه ورزشی تنریف                |
| 6     | مدافع     | اسکار روجری             | ۲۶ ژانویه ۱۹۶۲ (۳۲ سال) | 93          | باشگاه ورزشی سن لورنسو آلماگرو    |
| 7     | مهاجم     | کلودیو کانیگیا          | ۹ ژانویه ۱۹۶۷ (۲۷ سال)  | 35          | باشگاه فوتبال آ.اس. رم            |
| 8     | هافبک     | خوسه باسوالدو           | ۲۰ ژوئن ۱۹۶۳ (۳۰ سال)   | 21          | باشگاه فوتبال ولز سارسفیلد        |
| 9     | مهاجم     | گابریل باتیستوتا        | ۱ فوریه ۱۹۶۹ (۲۵ سال)   | 33          | باشگاه فوتبال فیورنتینا           |
| 10    | هافبک     | دیگو مارادونا (کاپیتان) | ۳۰ اکتبر ۱۹۶۰ (۳۳ سال)  | 89          | بازیکن آزاد                       |
| 11    | مهاجم     | رامون مدینا بیو         | ۲۹ آوریل ۱۹۶۶ (۲۸ سال)  | 10          | باشگاه فوتبال یوکوهاما مارینوس    |
| 12    | دروازه‌بان | لوئیس ایسلاس            | ۲۲ دسامبر ۱۹۶۵ (۲۸ سال) | 27          | باشگاه اتلتیکو ایندپندینته        |
| 13    | مدافع     | فرناندو کاسرس           | ۷ فوریه ۱۹۶۹ (۲۵ سال)   | 7           | باشگاه فوتبال رئال ساراگوسا       |
| 14    | هافبک     | دیه‌گو سیمئونه           | ۲۸ آوریل ۱۹۷۰ (۲۴ سال)  | 37          | باشگاه فوتبال سویا                |
| 15    | مدافع     | خورخه بورلی             | ۲ نوامبر ۱۹۶۴ (۲۹ سال)  | 12          | باشگاه فوتبال راسینگ کلوب آویاندا |
| 16    | مدافع     | ارنان دیاس              | ۲۶ فوریه ۱۹۶۵ (۲۹ سال)  | 21          | باشگاه فوتبال ریور پلاته          |
| 17    | هافبک     | آریل ارتگا              | ۴ مارس ۱۹۷۴ (۲۰ سال)    | 10          | باشگاه فوتبال ریور پلاته          |
| 18    | هافبک     | اوگو پرس                | ۶ اکتبر ۱۹۶۸ (۲۵ سال)   | 8           | باشگاه اتلتیکو ایندپندینته        |
| 19    | مهاجم     | ابل بالبو               | ۱ ژوئن ۱۹۶۶ (۲۸ سال)    | 11          | باشگاه فوتبال آ.اس. رم            |
| 20    | هافبک     | لئوناردو رودریگس        | ۲۷ اوت ۱۹۶۶ (۲۷ سال)    | 24          | باشگاه فوتبال بروسیا دورتموند     |
| 21    | هافبک     | آلخاندرو مانکوسو        | ۴ سپتامبر ۱۹۶۸ (۲۵ سال) | 5           | باشگاه فوتبال بوکا جونیورز        |
| 22    | دروازه‌بان | نوربرتو اسکوپونی        | ۱۳ ژانویه ۱۹۶۱ (۳۳ سال) | ?           | باشگاه فوتبال نیولز اولد بویز     |

### بلغارستان
سرمربی:  دیمیتار پنو
| شماره | جایگاه    | بازیکن                      | تاریخ تولد/سن           | بازی‌های ملی | باشگاه                     |
| ----- | --------- | --------------------------- | ----------------------- | ----------- | -------------------------- |
| 1     | دروازه‌بان | بوریسلاف میهایلوف (کاپیتان) | ۱۲ فوریه ۱۹۶۳ (۳۱ سال)  | 66          | Mulhouse                   |
| 2     | مدافع     | امیل کرمنلیف                | ۱۳ اوت ۱۹۶۹ (۲۴ سال)    | 7           | باشگاه فوتبال لفسکی صوفیه  |
| 3     | مدافع     | تریفن ایوانف                | ۲۷ ژوئیه ۱۹۶۵ (۲۸ سال)  | 39          | Neuchâtel Xamax            |
| 4     | مدافع     | تسانکو تسوتانوف             | ۶ ژانویه ۱۹۷۰ (۲۴ سال)  | 16          | باشگاه فوتبال لفسکی صوفیه  |
| 5     | مدافع     | پتار خوبچف                  | ۲۶ فوریه ۱۹۶۴ (۳۰ سال)  | 15          | باشگاه فوتبال هامبورگ      |
| 6     | هافبک     | زلاتکو یانکوف               | ۷ اوت ۱۹۶۶ (۲۷ سال)     | 31          | باشگاه فوتبال لفسکی صوفیه  |
| 7     | مهاجم     | امیل کوستادینف              | ۱۲ اوت ۱۹۶۷ (۲۶ سال)    | 32          | باشگاه فوتبال پورتو        |
| 8     | مهاجم     | هریستو استویچکوف            | ۸ فوریه ۱۹۶۶ (۲۸ سال)   | 41          | باشگاه فوتبال بارسلونا     |
| 9     | هافبک     | یوردان لچکوف                | ۹ ژوئیه ۱۹۶۷ (۲۶ سال)   | 14          | باشگاه فوتبال هامبورگ      |
| 10    | مهاجم     | ناسکو سیراکوف               | ۲۶ آوریل ۱۹۶۲ (۳۲ سال)  | 55          | باشگاه فوتبال لفسکی صوفیه  |
| 11    | هافبک     | دانیل بوریمیروف             | ۱۶ ژانویه ۱۹۷۰ (۲۴ سال) | 9           | باشگاه فوتبال لفسکی صوفیه  |
| 12    | دروازه‌بان | پلامن نیکولوف               | ۲۰ اوت ۱۹۶۱ (۳۲ سال)    | 5           | باشگاه فوتبال لفسکی صوفیه  |
| 13    | هافبک     | ایوایلو یوردانوف            | ۲۲ آوریل ۱۹۶۸ (۲۶ سال)  | 10          | باشگاه فوتبال اسپورتینگ    |
| 14    | هافبک     | بونچو گنچف                  | ۷ ژوئیه ۱۹۶۴ (۲۹ سال)   | 4           | باشگاه فوتبال ایپسویچ تاون |
| 15    | مدافع     | نیکولای ایلیف               | ۳۱ مارس ۱۹۶۴ (۳۰ سال)   | 48          | باشگاه فوتبال رن           |
| 16    | مدافع     | ایلیان کیریاکوف             | ۴ اوت ۱۹۶۷ (۲۶ سال)     | 35          | Merida                     |
| 17    | مهاجم     | پتار میختارسکی              | ۱۵ ژوئیه ۱۹۶۶ (۲۷ سال)  | 5           | Pirin Blagoevgrad          |
| 18    | مهاجم     | پتار الکساندروف             | ۷ دسامبر ۱۹۶۲ (۳۱ سال)  | 26          | باشگاه فوتبال لفسکی صوفیه  |
| 19    | هافبک     | گئورگی گئورگیف              | ۱۰ ژانویه ۱۹۶۳ (۳۱ سال) | 10          | Mulhouse                   |
| 20    | هافبک     | کراسیمیر بالاکوف            | ۲۹ مارس ۱۹۶۶ (۲۸ سال)   | 33          | باشگاه فوتبال اسپورتینگ    |
| 21    | مهاجم     | ولکو یوتوف                  | ۲۶ اوت ۱۹۷۰ (۲۳ سال)    | 6           | باشگاه فوتبال اسپانیول     |
| 22    | مهاجم     | ایوایلو آندونوف             | ۱۴ اوت ۱۹۶۷ (۲۶ سال)    | 5           | باشگاه فوتبال زسکا صوفیه   |

### یونان
سرمربی:  آلکتاس پاناگولیاس
| شماره | جایگاه    | بازیکن                     | تاریخ تولد/سن            | بازی‌های ملی | باشگاه                        |
| ----- | --------- | -------------------------- | ------------------------ | ----------- | ----------------------------- |
| 1     | دروازه‌بان | آنتونیس مینو               | ۴ مه ۱۹۵۸ (۳۶ سال)       | 15          | باشگاه فوتبال آپولون اسمیرنیس |
| 2     | مدافع     | استراتوس آپوستولاکیس       | ۱۱ مه ۱۹۶۴ (۳۰ سال)      | 60          | باشگاه فوتبال پاناتینایکوس    |
| 3     | مدافع     | تاناسیس کولیتسیداکیس       | ۲۰ نوامبر ۱۹۶۶ (۲۷ سال)  | 12          | باشگاه فوتبال پاناتینایکوس    |
| 4     | مدافع     | استلیوس مانولاس            | ۱۳ ژوئیه ۱۹۶۱ (۳۲ سال)   | 70          | باشگاه فوتبال آ. ا. ک آتن     |
| 5     | مدافع     | یانیس کالیتزاکیس           | ۱۰ فوریه ۱۹۶۶ (۲۸ سال)   | 36          | باشگاه فوتبال پاناتینایکوس    |
| 6     | هافبک     | پاناگیوتیس تسالوخیدیس      | ۳۰ مارس ۱۹۶۳ (۳۱ سال)    | 60          | باشگاه فوتبال المپیاکوس       |
| 7     | هافبک     | دیمیتری ساراواکش           | ۲۶ ژوئیه ۱۹۶۱ (۳۲ سال)   | 76          | باشگاه فوتبال پاناتینایکوس    |
| 8     | هافبک     | نیکوس نیوپلیاس             | ۱۷ ژانویه ۱۹۶۵ (۲۹ سال)  | 36          | باشگاه فوتبال پاناتینایکوس    |
| 9     | مهاجم     | نیکس ماچلاس                | ۱۶ ژوئن ۱۹۷۳ (۲۱ سال)    | 12          | باشگاه فوتبال او.اف.آی کرته   |
| 10    | هافبک     | تاسوس میتروپولوس (کاپیتان) | ۲۳ اوت ۱۹۵۷ (۳۶ سال)     | 74          | باشگاه فوتبال آ. ا. ک آتن     |
| 11    | هافبک     | نیکوس تسیانتاکیس           | ۲۰ اکتبر ۱۹۶۳ (۳۰ سال)   | 45          | باشگاه فوتبال المپیاکوس       |
| 12    | هافبک     | اسپیروس مارانگوس           | ۲۰ فوریه ۱۹۶۷ (۲۷ سال)   | 21          | باشگاه فوتبال پاناتینایکوس    |
| 13    | مدافع     | وایوس کاراگیانیس           | ۲۵ ژوئن ۱۹۶۸ (۲۵ سال)    | 6           | باشگاه فوتبال آ. ا. ک آتن     |
| 14    | مهاجم     | واسیلیس دیمیتریادیس        | ۱ فوریه ۱۹۶۶ (۲۸ سال)    | 26          | باشگاه فوتبال آ. ا. ک آتن     |
| 15    | دروازه‌بان | خریستوس کارکامانیس         | ۲۲ سپتامبر ۱۹۶۹ (۲۴ سال) | 5           | باشگاه فوتبال آریس سالونیک    |
| 16    | مهاجم     | آلکسیس آلکسودیس            | ۲۰ ژوئن ۱۹۷۲ (۲۱ سال)    | 3           | باشگاه فوتبال او.اف.آی کرته   |
| 17    | هافبک     | میناس خانتزیدیس            | ۴ ژوئیه ۱۹۶۶ (۲۷ سال)    | 7           | باشگاه فوتبال المپیاکوس       |
| 18    | مدافع     | کیریاکوس کاراتایدیس        | ۴ ژوئیه ۱۹۶۵ (۲۸ سال)    | 14          | باشگاه فوتبال المپیاکوس       |
| 19    | هافبک     | ساواس کوفیدیس              | ۲۱ مارس ۱۹۶۱ (۳۳ سال)    | 64          | باشگاه فوتبال آریس سالونیک    |
| 20    | دروازه‌بان | ایلیاس آتماتسیدیس          | ۲۴ آوریل ۱۹۶۹ (۲۵ سال)   | 4           | باشگاه فوتبال آ. ا. ک آتن     |
| 21    | مهاجم     | آلکسیس آلکساندریس          | ۲۱ اکتبر ۱۹۶۸ (۲۵ سال)   | 10          | باشگاه فوتبال المپیاکوس       |
| 22    | مدافع     | الکساندروس آلکسیو          | ۸ سپتامبر ۱۹۶۳ (۳۰ سال)  | 8           | باشگاه فوتبال پائوک           |

### نیجریه
سرمربی:  کلمنس وسترهوف
| شماره | جایگاه    | بازیکن               | تاریخ تولد/سن            | بازی‌های ملی | باشگاه                           |
| ----- | --------- | -------------------- | ------------------------ | ----------- | -------------------------------- |
| 1     | دروازه‌بان | پیتر روفایی          | ۲۴ اوت ۱۹۶۳ (۳۰ سال)     | 55          | باشگاه فوتبال گو اهد ایگلز       |
| 2     | مدافع     | اوگوستین اگواووئن    | ۱۹ اوت ۱۹۶۵ (۲۸ سال)     | 35          | باشگاه فوتبال کورتریک            |
| 3     | مدافع     | بندیکت ایروها        | ۲۹ نوامبر ۱۹۶۹ (۲۴ سال)  | 1           | باشگاه فوتبال ویتس‌آرنهم          |
| 4     | مدافع     | استیون کشی (کاپیتان) | ۲۳ ژانویه ۱۹۶۲ (۳۲ سال)  | 59          | Molenbeek                        |
| 5     | مدافع     | اوچه اوکچوکوو        | ۲۷ سپتامبر ۱۹۶۷ (۲۶ سال) | 26          | باشگاه فوتبال فنرباغچه           |
| 6     | مدافع     | چیدی انوانو          | ۱ ژانویه ۱۹۶۷ (۲۷ سال)   | 3           | باشگاه فوتبال اندرلشت            |
| 7     | هافبک     | فینیدی جرج           | ۱۵ آوریل ۱۹۷۱ (۲۳ سال)   | 23          | باشگاه فوتبال آژاکس آمستردام     |
| 8     | هافبک     | تامسون اولیها        | ۴ اکتبر ۱۹۶۸ (۲۵ سال)    | 6           | Africa Sports                    |
| 9     | مهاجم     | رشیدی یکینی          | ۲۳ اکتبر ۱۹۶۳ (۳۰ سال)   | 46          | باشگاه فوتبال ویتوریا ستوبال     |
| 10    | هافبک     | جی-جی اوکوچا         | ۱۴ اوت ۱۹۷۳ (۲۰ سال)     | 10          | باشگاه فوتبال آینتراخت فرانکفورت |
| 11    | هافبک     | امانوئل آمونیکه      | ۲۵ دسامبر ۱۹۷۰ (۲۳ سال)  | 8           | باشگاه ورزشی زمالک               |
| 12    | مهاجم     | سامسون سیاسیا        | ۱۴ اوت ۱۹۶۷ (۲۶ سال)     | 32          | باشگاه فوتبال نانت               |
| 13    | مدافع     | امکا ازئوگو          | ۱۶ دسامبر ۱۹۶۵ (۲۸ سال)  | 8           | باشگاه فوتبال بوداپست هونود      |
| 14    | مهاجم     | دنیل آموکاچی         | ۳۰ دسامبر ۱۹۷۲ (۲۱ سال)  | 26          | باشگاه فوتبال کلوب بروژ          |
| 15    | هافبک     | ساندی اولیسه         | ۱۴ سپتامبر ۱۹۷۴ (۱۹ سال) | 8           | FC Liège                         |
| 16    | دروازه‌بان | آلویسیوس آگو         | ۱۲ ژوئیه ۱۹۶۷ (۲۶ سال)   | 5           | FC Liège                         |
| 17    | مهاجم     | ویکتور ایکپبا        | ۱۲ ژوئن ۱۹۷۳ (۲۱ سال)    | 10          | باشگاه فوتبال آاس موناکو         |
| 18    | مهاجم     | افان اکوکو           | ۸ ژوئن ۱۹۶۷ (۲۷ سال)     | 3           | باشگاه فوتبال نوریچ سیتی         |
| 19    | مدافع     | مایکل امینالو        | ۱۴ ژوئیه ۱۹۶۵ (۲۸ سال)   | 0           | Eintracht Trier                  |
| 20    | مدافع     | اوچه اوکافور         | ۸ اوت ۱۹۶۷ (۲۶ سال)      | 6           | باشگاه فوتبال هانوفر ۹۶          |
| 21    | هافبک     | موتیو آدیپوجو        | ۲۲ دسامبر ۱۹۷۰ (۲۳ سال)  | 18          | باشگاه فوتبال راسینگ سانتاندر    |
| 22    | دروازه‌بان | ویلفرد آگبوناوباره   | ۵ اکتبر ۱۹۶۶ (۲۷ سال)    | 1           | باشگاه فوتبال رایو وایکانو       |

## گروه E

### ایتالیا
سرمربی:  آریگو ساکی
| شماره | جایگاه    | بازیکن                 | تاریخ تولد/سن           | بازی‌های ملی | باشگاه                    |
| ----- | --------- | ---------------------- | ----------------------- | ----------- | ------------------------- |
| 1     | دروازه‌بان | جانلوکا پالیوکا        | ۱۸ دسامبر ۱۹۶۶ (۲۷ سال) | 18          | باشگاه فوتبال سمپدوریا    |
| 2     | مدافع     | لوئیجی آپولونی         | ۲ مه ۱۹۶۷ (۲۷ سال)      | 1           | باشگاه فوتبال پارما       |
| 3     | مدافع     | آنتونیو بنارریوو       | ۲۱ اوت ۱۹۶۸ (۲۵ سال)    | 8           | باشگاه فوتبال پارما       |
| 4     | مدافع     | الساندرو کاستاکورتا    | ۲۴ آوریل ۱۹۶۶ (۲۸ سال)  | 20          | باشگاه فوتبال آ.ث. میلان  |
| 5     | مدافع     | پائولو مالدینی         | ۲۶ ژوئن ۱۹۶۸ (۲۵ سال)   | 51          | باشگاه فوتبال آ.ث. میلان  |
| 6     | مدافع     | فرانکو بارزی (کاپیتان) | ۸ مه ۱۹۶۰ (۳۴ سال)      | 77          | باشگاه فوتبال آ.ث. میلان  |
| 7     | مدافع     | لورنزو مینوتی          | ۸ فوریه ۱۹۶۷ (۲۷ سال)   | 2           | باشگاه فوتبال پارما       |
| 8     | مدافع     | روبرتو موسی            | ۲۵ اوت ۱۹۶۳ (۳۰ سال)    | 2           | باشگاه فوتبال تورینو      |
| 9     | مدافع     | مائورو تاسوتی          | ۱۹ ژانویه ۱۹۶۰ (۳۴ سال) | 5           | باشگاه فوتبال آ.ث. میلان  |
| 10    | مهاجم     | روبرتو باجو            | ۱۸ فوریه ۱۹۶۷ (۲۷ سال)  | 36          | باشگاه فوتبال یوونتوس     |
| 11    | هافبک     | دیمیتریو آلبرتینی      | ۲۳ اوت ۱۹۷۱ (۲۲ سال)    | 15          | باشگاه فوتبال آ.ث. میلان  |
| 12    | دروازه‌بان | لوکا مارکجیانی         | ۲۲ فوریه ۱۹۶۶ (۲۸ سال)  | 5           | باشگاه ورزشی لاتزیو       |
| 13    | هافبک     | دینو باجو              | ۲۴ ژوئیه ۱۹۷۱ (۲۲ سال)  | 13          | باشگاه فوتبال یوونتوس     |
| 14    | هافبک     | نیکولا برتی            | ۱۴ آوریل ۱۹۶۷ (۲۷ سال)  | 26          | باشگاه فوتبال اینتر میلان |
| 15    | هافبک     | آنتونیو کونته          | ۳۱ ژوئیه ۱۹۶۹ (۲۴ سال)  | 1           | باشگاه فوتبال یوونتوس     |
| 16    | هافبک     | روبرتو دونادونی        | ۹ سپتامبر ۱۹۶۳ (۳۰ سال) | 51          | باشگاه فوتبال آ.ث. میلان  |
| 17    | هافبک     | آلبریگو اوانی          | ۱ ژانویه ۱۹۶۳ (۳۱ سال)  | 11          | باشگاه فوتبال سمپدوریا    |
| 18    | مهاجم     | پیرلوئیجی کازیراگی     | ۴ مارس ۱۹۶۹ (۲۵ سال)    | 16          | باشگاه ورزشی لاتزیو       |
| 19    | مهاجم     | دنیله ماسارو           | ۲۳ مه ۱۹۶۱ (۳۳ سال)     | 9           | باشگاه فوتبال آ.ث. میلان  |
| 20    | مهاجم     | جوزپه سینیوری          | ۱۷ فوریه ۱۹۶۸ (۲۶ سال)  | 16          | باشگاه ورزشی لاتزیو       |
| 21    | مهاجم     | جان‌فرانکو زولا         | ۵ ژوئیه ۱۹۶۶ (۲۷ سال)   | 6           | باشگاه فوتبال پارما       |
| 22    | دروازه‌بان | لوکا بوچی              | ۱۳ مارس ۱۹۶۹ (۲۵ سال)   | 0           | باشگاه فوتبال پارما       |

### مکزیک
سرمربی:  میگل مخیا بارون
| شماره | جایگاه    | بازیکن                    | تاریخ تولد/سن           | بازی‌های ملی | باشگاه                             |
| ----- | --------- | ------------------------- | ----------------------- | ----------- | ---------------------------------- |
| 1     | دروازه‌بان | خورخه کامپوس              | ۱۵ اکتبر ۱۹۶۶ (۲۷ سال)  | 54          | باشگاه فوتبال اونیورسیداد ناسیونال |
| 2     | مدافع     | کلودیو سوارز              | ۱۷ دسامبر ۱۹۶۸ (۲۵ سال) | 41          | باشگاه فوتبال اونیورسیداد ناسیونال |
| 3     | مدافع     | خوان ده دیوس رامیرس پرالس | ۸ مارس ۱۹۶۹ (۲۵ سال)    | 42          | باشگاه فوتبال اونیورسیداد ناسیونال |
| 4     | مدافع     | ایگناسیو آمبریس (کاپیتان) | ۷ فوریه ۱۹۶۵ (۲۹ سال)   | 51          | Necaxa                             |
| 5     | هافبک     | رامون رامیرس              | ۵ دسامبر ۱۹۶۹ (۲۴ سال)  | 31          | Santos Laguna                      |
| 6     | هافبک     | مارسلینو برنال            | ۲۷ مه ۱۹۶۲ (۳۲ سال)     | 28          | Toluca                             |
| 7     | مهاجم     | کارلوس ارموسییو           | ۲۴ اوت ۱۹۶۴ (۲۹ سال)    | 57          | باشگاه فوتبال کروز آزول            |
| 8     | هافبک     | آلبرتو گارسیا آسپه        | ۱۱ مه ۱۹۶۷ (۲۷ سال)     | 29          | Necaxa                             |
| 9     | مهاجم     | هوگو سانچز                | ۱۱ ژوئیه ۱۹۵۸ (۳۵ سال)  | 57          | باشگاه فوتبال رایو وایکانو         |
| 10    | مهاجم     | لوئیز گارسیا              | ۱ ژوئن ۱۹۶۹ (۲۵ سال)    | 31          | باشگاه فوتبال اتلتیکو مادرید       |
| 11    | مهاجم     | لوئیس روبرتو آلوس         | ۲۳ مه ۱۹۶۷ (۲۷ سال)     | 48          | باشگاه فوتبال آمریکا               |
| 12    | دروازه‌بان | فلیکس فرناندس             | ۱۱ ژانویه ۱۹۶۷ (۲۷ سال) | 3           | Atlante                            |
| 13    | هافبک     | خوان کارلوس چاوس          | ۱۸ ژانویه ۱۹۶۷ (۲۷ سال) | 2           | باشگاه فوتبال اطلس                 |
| 14    | هافبک     | خواکین دل اولمو           | ۲۰ آوریل ۱۹۶۹ (۲۵ سال)  | 17          | TR Veracruz                        |
| 15    | هافبک     | میسائل اسپینوسا           | ۱۲ آوریل ۱۹۶۵ (۲۹ سال)  | 35          | باشگاه فوتبال گوادالاخارا          |
| 16    | مهاجم     | لوئیس آنتونیو والدس       | ۱ ژوئیه ۱۹۶۵ (۲۸ سال)   | 11          | باشگاه فوتبال لئون                 |
| 17    | هافبک     | بنخامین گالیندو           | ۱۱ دسامبر ۱۹۶۰ (۳۳ سال) | 35          | باشگاه فوتبال گوادالاخارا          |
| 18    | مدافع     | خوسه لوئیس سالگادو        | ۳ آوریل ۱۹۶۶ (۲۸ سال)   | 2           | Tecos UAG                          |
| 19    | مهاجم     | لوئیس میگل سالوادور       | ۲۶ فوریه ۱۹۶۸ (۲۶ سال)  | 17          | Atlante                            |
| 20    | هافبک     | خورخه رودریگس             | ۱۸ آوریل ۱۹۶۸ (۲۶ سال)  | 22          | Toluca                             |
| 21    | مدافع     | رائول گوتیرس              | ۱۶ اکتبر ۱۹۶۶ (۲۷ سال)  | 21          | Atlante                            |
| 22    | دروازه‌بان | آدریان چاوس               | ۲۷ ژوئن ۱۹۶۲ (۳۱ سال)   | 7           | باشگاه فوتبال آمریکا               |

### نروژ
سرمربی: ایگیل اولسن
| شماره | جایگاه    | بازیکن                | تاریخ تولد/سن           | بازی‌های ملی | باشگاه                        |
| ----- | --------- | --------------------- | ----------------------- | ----------- | ----------------------------- |
| 1     | دروازه‌بان | اریک تورستوت          | ۲۸ اکتبر ۱۹۶۲ (۳۱ سال)  | 84          | باشگاه فوتبال تاتنهام هاتسپر  |
| 2     | مدافع     | گونار هاله            | ۱۱ اوت ۱۹۶۵ (۲۸ سال)    | 44          | باشگاه فوتبال اولدهام اتلتیک  |
| 3     | مدافع     | ارلند جانسن           | ۵ آوریل ۱۹۶۷ (۲۷ سال)   | 20          | باشگاه فوتبال چلسی            |
| 4     | مدافع     | رونه براتست (کاپیتان) | ۱۹ مارس ۱۹۶۱ (۳۳ سال)   | 57          | باشگاه ورزشی وردر برمن        |
| 5     | مدافع     | استیگ اینگه           | ۱۱ دسامبر ۱۹۶۹ (۲۴ سال) | 34          | باشگاه فوتبال لیورپول         |
| 6     | مهاجم     | یوستاین فلو           | ۳ اکتبر ۱۹۶۴ (۲۹ سال)   | 23          | باشگاه فوتبال شفیلد یونایتد   |
| 7     | هافبک     | اریک میکلاند          | ۲۱ ژوئیه ۱۹۷۱ (۲۲ سال)  | 25          | Start                         |
| 8     | هافبک     | اویویند لئونهاردسن    | ۱۷ اوت ۱۹۷۰ (۲۳ سال)    | 29          | باشگاه فوتبال روزنبورگ        |
| 9     | مهاجم     | یان اوگه فیورتوفت     | ۱۰ ژانویه ۱۹۶۷ (۲۷ سال) | 50          | باشگاه فوتبال سوئیندون تاون   |
| 10    | هافبک     | شیتل رکدال            | ۶ نوامبر ۱۹۶۸ (۲۵ سال)  | 32          | باشگاه فوتبال لیرسه           |
| 11    | مهاجم     | مینی یاکوبسن          | ۸ نوامبر ۱۹۶۵ (۲۸ سال)  | 44          | باشگاه ورزشی یانگ بویز        |
| 12    | دروازه‌بان | فروده گرودوس          | ۲۴ اکتبر ۱۹۶۴ (۲۹ سال)  | 12          | باشگاه فوتبال لیلستروم        |
| 13    | دروازه‌بان | اولا بی ریسه          | ۱۴ نوامبر ۱۹۶۰ (۳۳ سال) | 25          | باشگاه فوتبال روزنبورگ        |
| 14    | مدافع     | روگر نیلسن            | ۸ اوت ۱۹۶۹ (۲۴ سال)     | 20          | باشگاه فوتبال شفیلد یونایتد   |
| 15    | مدافع     | کارل پیتر لوکن        | ۱۴ اوت ۱۹۶۶ (۲۷ سال)    | 32          | باشگاه فوتبال روزنبورگ        |
| 16    | مهاجم     | گوران سورلوت          | ۱۶ ژوئیه ۱۹۶۲ (۳۱ سال)  | 54          | باشگاه فوتبال بورسااسپور      |
| 17    | مدافع     | دان اگن               | ۱۳ ژانویه ۱۹۷۰ (۲۴ سال) | 2           | باشگاه فوتبال بروندبی         |
| 18    | مدافع     | آلف-اینگه هالند       | ۲۳ نوامبر ۱۹۷۲ (۲۱ سال) | 3           | باشگاه فوتبال ناتینگهام فارست |
| 19    | هافبک     | روآر استراند          | ۲ فوریه ۱۹۷۰ (۲۴ سال)   | 1           | باشگاه فوتبال روزنبورگ        |
| 20    | مدافع     | هنینگ برگ             | ۱ سپتامبر ۱۹۶۹ (۲۴ سال) | 16          | باشگاه فوتبال بلکبرن روورز    |
| 21    | مهاجم     | سیگور روشفلت          | ۱۱ دسامبر ۱۹۷۲ (۲۱ سال) | 1           | باشگاه فوتبال ترومسو          |
| 22    | هافبک     | لارس بوهینن           | ۸ سپتامبر ۱۹۶۹ (۲۴ سال) | 29          | باشگاه فوتبال ناتینگهام فارست |

### جمهوری ایرلند
سرمربی:  جک چارلتون
| شماره | جایگاه    | بازیکن                 | تاریخ تولد/سن            | بازی‌های ملی | باشگاه                           |
| ----- | --------- | ---------------------- | ------------------------ | ----------- | -------------------------------- |
| 1     | دروازه‌بان | پکی بونر               | ۲۴ مه ۱۹۶۰ (۳۴ سال)      | 73          | باشگاه فوتبال سلتیک              |
| 2     | مدافع     | دنیس اروین             | ۳۱ اکتبر ۱۹۶۵ (۲۸ سال)   | 26          | باشگاه فوتبال منچستر یونایتد     |
| 3     | مدافع     | تری فیلن               | ۱۶ مارس ۱۹۶۷ (۲۷ سال)    | 22          | باشگاه فوتبال منچستر سیتی        |
| 4     | مدافع     | کوین مورن              | ۲۹ آوریل ۱۹۵۶ (۳۸ سال)   | 71          | باشگاه فوتبال بلکبرن روورز       |
| 5     | مدافع     | پل مک‌گرت               | ۴ دسامبر ۱۹۵۹ (۳۴ سال)   | 65          | باشگاه فوتبال استون ویلا         |
| 6     | هافبک     | روی کین                | ۱۰ اوت ۱۹۷۱ (۲۲ سال)     | 22          | باشگاه فوتبال منچستر یونایتد     |
| 7     | هافبک     | اندی تاونزند (کاپیتان) | ۲۳ ژوئیه ۱۹۶۳ (۳۰ سال)   | 45          | باشگاه فوتبال استون ویلا         |
| 8     | هافبک     | ری هاتون               | ۹ ژانویه ۱۹۶۲ (۳۲ سال)   | 58          | باشگاه فوتبال استون ویلا         |
| 9     | مهاجم     | جان الدریج             | ۱۸ سپتامبر ۱۹۵۸ (۳۵ سال) | 57          | باشگاه فوتبال ترانمره راورز      |
| 10    | هافبک     | جان شریدن              | ۱ اکتبر ۱۹۶۴ (۲۹ سال)    | 20          | باشگاه فوتبال شفیلد ونزدی        |
| 11    | مدافع     | استیو استانتون         | ۱۹ ژانویه ۱۹۶۹ (۲۵ سال)  | 47          | باشگاه فوتبال استون ویلا         |
| 12    | مدافع     | گری کلی                | ۹ ژوئیه ۱۹۷۴ (۱۹ سال)    | 5           | باشگاه فوتبال لیدز یونایتد       |
| 13    | مدافع     | آلن کرنگن              | ۲۵ آوریل ۱۹۶۷ (۲۷ سال)   | 11          | باشگاه فوتبال منچستر سیتی        |
| 14    | مدافع     | فیل باب                | ۳۰ اکتبر ۱۹۷۰ (۲۳ سال)   | 5           | باشگاه فوتبال کاونتری سیتی       |
| 15    | مهاجم     | تامی کوین              | ۱۴ نوامبر ۱۹۶۲ (۳۱ سال)  | 14          | باشگاه فوتبال مادرول             |
| 16    | مهاجم     | تونی کاسکارینو         | ۱ سپتامبر ۱۹۶۲ (۳۱ سال)  | 50          | باشگاه فوتبال چلسی               |
| 17    | مهاجم     | ادی مک‌گولدریک          | ۳۰ آوریل ۱۹۶۵ (۲۹ سال)   | 12          | باشگاه فوتبال آرسنال             |
| 18    | هافبک     | رونی ویلن              | ۲۵ سپتامبر ۱۹۶۱ (۳۲ سال) | 50          | باشگاه فوتبال لیورپول            |
| 19    | هافبک     | آلن مک‌لافلین           | ۲۰ آوریل ۱۹۶۷ (۲۷ سال)   | 17          | باشگاه فوتبال پورتسموث           |
| 20    | مهاجم     | دیوید کلی              | ۲۵ نوامبر ۱۹۶۵ (۲۸ سال)  | 16          | باشگاه فوتبال ولورهمپتون واندررز |
| 21    | هافبک     | جیسون مک‌آتیر           | ۱۸ ژوئن ۱۹۷۱ (۲۲ سال)    | 5           | باشگاه فوتبال بولتون واندررز     |
| 22    | دروازه‌بان | آلن کلی جونیور         | ۱۱ اوت ۱۹۶۸ (۲۵ سال)     | 3           | باشگاه فوتبال شفیلد یونایتد      |

## گروه F

### بلژیک
سرمربی:  پل فن هیمست
| شماره | جایگاه    | بازیکن                 | تاریخ تولد/سن           | بازی‌های ملی | باشگاه                      |
| ----- | --------- | ---------------------- | ----------------------- | ----------- | --------------------------- |
| 1     | دروازه‌بان | میشل پرودوم            | ۲۴ ژانویه ۱۹۵۹ (۳۵ سال) | 51          | باشگاه فوتبال مشلان         |
| 2     | مدافع     | دریک مدود              | ۱۵ ژوئن ۱۹۶۸ (۲۶ سال)   | 13          | باشگاه فوتبال کلوب بروژ     |
| 3     | مدافع     | ویتال بورکلمانس        | ۱ ژوئن ۱۹۶۳ (۳۱ سال)    | 19          | باشگاه فوتبال کلوب بروژ     |
| 4     | مدافع     | فیلیپه آلبرت           | ۱۰ اوت ۱۹۶۷ (۲۶ سال)    | 30          | باشگاه فوتبال اندرلشت       |
| 5     | مدافع     | رودی اسمیتس            | ۱۲ اوت ۱۹۶۳ (۳۰ سال)    | 12          | باشگاه فوتبال رویال آنتورپ  |
| 6     | هافبک     | لورنزو استیلنس         | ۲۰ آوریل ۱۹۶۴ (۳۰ سال)  | 19          | باشگاه فوتبال کلوب بروژ     |
| 7     | هافبک     | فرانکی فن در الست      | ۳۰ آوریل ۱۹۶۱ (۳۳ سال)  | 61          | باشگاه فوتبال کلوب بروژ     |
| 8     | مهاجم     | لوک نیلیس              | ۲۵ مه ۱۹۶۷ (۲۷ سال)     | 25          | باشگاه فوتبال اندرلشت       |
| 9     | مهاجم     | مارک دگریسه            | ۴ سپتامبر ۱۹۶۵ (۲۸ سال) | 48          | باشگاه فوتبال اندرلشت       |
| 10    | هافبک     | انزو شیفو              | ۱۹ فوریه ۱۹۶۶ (۲۸ سال)  | 64          | باشگاه فوتبال آاس موناکو    |
| 11    | مهاجم     | الکساندره سژرنیاتینسکی | ۲۸ ژوئیه ۱۹۶۰ (۳۳ سال)  | 30          | باشگاه فوتبال مشلان         |
| 12    | دروازه‌بان | فیلیپ د ویلده          | ۵ ژوئیه ۱۹۶۴ (۲۹ سال)   | 4           | باشگاه فوتبال اندرلشت       |
| 13    | مدافع     | گئورگس خرون (کاپیتان)  | ۲۵ ژانویه ۱۹۶۲ (۳۲ سال) | 69          | باشگاه فوتبال پارما         |
| 14    | مدافع     | میشل د وولف            | ۱۹ ژانویه ۱۹۵۸ (۳۶ سال) | 37          | باشگاه فوتبال اندرلشت       |
| 15    | هافبک     | مارک امرس              | ۲۵ فوریه ۱۹۶۶ (۲۸ سال)  | 33          | باشگاه فوتبال اندرلشت       |
| 16    | هافبک     | دنی بوفین              | ۱۰ ژوئیه ۱۹۶۵ (۲۸ سال)  | 19          | باشگاه فوتبال اندرلشت       |
| 17    | مهاجم     | یوسیپ وبر              | ۱۶ نوامبر ۱۹۶۴ (۲۹ سال) | 2           | باشگاه فوتبال سرکل بروژ     |
| 18    | هافبک     | مارک ویلموتس           | ۲۲ فوریه ۱۹۶۹ (۲۵ سال)  | 23          | باشگاه فوتبال استاندارد لیژ |
| 19    | مدافع     | اریک فان میر           | ۲۸ فوریه ۱۹۶۸ (۲۶ سال)  | 2           | باشگاه فوتبال رویال شارلوا  |
| 20    | دروازه‌بان | دنی ورلیندن            | ۱۵ اوت ۱۹۶۳ (۳۰ سال)    | 0           | باشگاه فوتبال کلوب بروژ     |
| 21    | هافبک     | استفان فن در هیدن      | ۳ ژوئیه ۱۹۶۹ (۲۴ سال)   | 3           | باشگاه فوتبال کلوب بروژ     |
| 22    | مدافع     | پاسکال رنیه            | ۳ اوت ۱۹۷۱ (۲۲ سال)     | 1           | باشگاه فوتبال کلوب بروژ     |

### مراکش
سرمربی: عبدالله بلینده
| شماره | جایگاه    | بازیکن                  | تاریخ تولد/سن           | بازی‌های ملی | باشگاه                          |
| ----- | --------- | ----------------------- | ----------------------- | ----------- | ------------------------------- |
| 1     | دروازه‌بان | خلیل عزمی               | ۲۳ اوت ۱۹۶۴ (۲۹ سال)    | 3           | باشگاه فوتبال الرجا             |
| 2     | مدافع     | ناصر عبدالله            | ۳ مارس ۱۹۶۶ (۲۸ سال)    | 0           | Waregem                         |
| 3     | مدافع     | عبدالکریم الحضریوی      | ۶ مارس ۱۹۷۲ (۲۲ سال)    | 2           | باشگاه فوتبال ارتش سلطنتی مراکش |
| 4     | هافبک     | طاهر الخالج             | ۱۶ ژوئن ۱۹۶۸ (۲۶ سال)   | 0           | باشگاه فوتبال الکوکب المراکشی   |
| 5     | مدافع     | سماحی تریکی             | ۱ اوت ۱۹۶۷ (۲۶ سال)     | 0           | باشگاه فوتبال شاتورو            |
| 6     | مدافع     | نورالدین نیبت           | ۱۰ فوریه ۱۹۷۰ (۲۴ سال)  | 5           | باشگاه فوتبال نانت              |
| 7     | هافبک     | مصطفی حاجی              | ۱۶ نوامبر ۱۹۷۱ (۲۲ سال) | 0           | باشگاه فوتبال نانسی             |
| 8     | هافبک     | رشید عزوزی              | ۱۰ ژانویه ۱۹۷۱ (۲۳ سال) | 4           | باشگاه فوتبال دویسبورگ          |
| 9     | مهاجم     | محمد شاوش               | ۱۲ دسامبر ۱۹۶۶ (۲۷ سال) | 2           | باشگاه فوتبال نیس               |
| 10    | هافبک     | مصطفی الحداوی (کاپیتان) | ۲۸ ژوئیه ۱۹۶۱ (۳۲ سال)  | 7           | باشگاه فوتبال آنژه              |
| 11    | هافبک     | راشد داوودی             | ۲۱ فوریه ۱۹۶۶ (۲۸ سال)  | 2           | باشگاه فوتبال الوداد کازابلانکا |
| 12    | دروازه‌بان | سعید دغای               | ۱۴ ژانویه ۱۹۶۴ (۳۰ سال) | ?           | Olympique Casablanca            |
| 13    | مهاجم     | احمد بهجه               | ۲۱ دسامبر ۱۹۷۰ (۲۳ سال) | 3           | باشگاه فوتبال الکوکب المراکشی   |
| 14    | مدافع     | احمد مصباحی             | ۱۷ ژانویه ۱۹۶۶ (۲۸ سال) | ?           | باشگاه فوتبال الکوکب المراکشی   |
| 15    | هافبک     | العربی حبابی            | ۱۲ اوت ۱۹۶۷ (۲۶ سال)    | 0           | باشگاه فوتبال المپیک خریبکه     |
| 16    | مهاجم     | حسان ناظر               | ۸ ژوئیه ۱۹۶۵ (۲۸ سال)   | 1           | باشگاه ورزشی فارنسی             |
| 17    | مهاجم     | عبدالسلام الغریسی       | ۵ ژانویه ۱۹۶۲ (۳۲ سال)  | 4           | باشگاه فوتبال الرجا             |
| 18    | مدافع     | رشید نقروز              | ۱۰ آوریل ۱۹۷۲ (۲۲ سال)  | 0           | باشگاه فوتبال مولودیه وجده      |
| 19    | مهاجم     | عبدالمجید بویبوض        | ۲۴ اکتبر ۱۹۶۶ (۲۷ سال)  | 2           | باشگاه فوتبال الوداد کازابلانکا |
| 20    | هافبک     | حسان کشلول              | ۱۹ فوریه ۱۹۷۳ (۲۱ سال)  | 0           | باشگاه فوتبال نیم المپیک        |
| 21    | هافبک     | محمد صمدی               | ۲۱ مارس ۱۹۷۰ (۲۴ سال)   | 2           | باشگاه فوتبال ارتش سلطنتی مراکش |
| 22    | دروازه‌بان | زکریا علوی              | ۱۷ ژوئن ۱۹۶۶ (۲۸ سال)   | 0           | باشگاه فوتبال الکوکب المراکشی   |

### هلند
سرمربی:  دیک ادووکات
| شماره | جایگاه    | بازیکن                 | تاریخ تولد/سن            | بازی‌های ملی | باشگاه                       |
| ----- | --------- | ---------------------- | ------------------------ | ----------- | ---------------------------- |
| 1     | دروازه‌بان | اد دی گوی              | ۲۰ دسامبر ۱۹۶۶ (۲۷ سال)  | 14          | باشگاه فوتبال فاینورد        |
| 2     | مدافع     | فرانک دی بوئر          | ۱۵ مه ۱۹۷۰ (۲۴ سال)      | 25          | باشگاه فوتبال آژاکس آمستردام |
| 3     | هافبک     | فرانک ریکارد           | ۳۰ سپتامبر ۱۹۶۲ (۳۱ سال) | 69          | باشگاه فوتبال آژاکس آمستردام |
| 4     | مدافع     | رونالد کومان (کاپیتان) | ۲۱ مارس ۱۹۶۳ (۳۱ سال)    | 73          | باشگاه فوتبال بارسلونا       |
| 5     | هافبک     | راب ویچخه              | ۲۲ اوت ۱۹۶۶ (۲۷ سال)     | 22          | باشگاه فوتبال فاینورد        |
| 6     | هافبک     | یان ووترس              | ۱۷ ژوئیه ۱۹۶۰ (۳۳ سال)   | 66          | باشگاه ورزشی پی‌اس‌وی آیندهوون |
| 7     | مهاجم     | مارک اورمارس           | ۲۹ مارس ۱۹۷۳ (۲۱ سال)    | 13          | باشگاه فوتبال آژاکس آمستردام |
| 8     | هافبک     | ویم یونک               | ۱۲ اکتبر ۱۹۶۶ (۲۷ سال)   | 15          | باشگاه فوتبال اینتر میلان    |
| 9     | هافبک     | رونالد دی بوئر         | ۱۵ مه ۱۹۷۰ (۲۴ سال)      | 9           | باشگاه فوتبال آژاکس آمستردام |
| 10    | مهاجم     | دنیس برکمپ             | ۱۰ مه ۱۹۶۹ (۲۵ سال)      | 31          | باشگاه فوتبال اینتر میلان    |
| 11    | مهاجم     | بریان روی              | ۱۲ فوریه ۱۹۷۰ (۲۴ سال)   | 21          | باشگاه فوتبال فوجا           |
| 12    | مهاجم     | جون بوسمان             | ۱ فوریه ۱۹۶۵ (۲۹ سال)    | 27          | باشگاه فوتبال اندرلشت        |
| 13    | دروازه‌بان | ادوین فن در سار        | ۲۹ اکتبر ۱۹۷۰ (۲۳ سال)   | 0           | باشگاه فوتبال آژاکس آمستردام |
| 14    | مدافع     | اولریش فان گوبل        | ۱۶ ژانویه ۱۹۷۱ (۲۳ سال)  | 6           | باشگاه فوتبال فاینورد        |
| 15    | مدافع     | دنی بلیند              | ۱ اوت ۱۹۶۱ (۳۲ سال)      | 24          | باشگاه فوتبال آژاکس آمستردام |
| 16    | مدافع     | آرتور نومن             | ۱۴ دسامبر ۱۹۶۹ (۲۴ سال)  | 4           | باشگاه ورزشی پی‌اس‌وی آیندهوون |
| 17    | مهاجم     | گاستون تائومنت         | ۱ اکتبر ۱۹۷۰ (۲۳ سال)    | 6           | باشگاه فوتبال فاینورد        |
| 18    | مدافع     | استان فالکس            | ۲۰ اکتبر ۱۹۶۳ (۳۰ سال)   | 7           | باشگاه فوتبال اسپورتینگ      |
| 19    | مهاجم     | پیتر فن فوسن           | ۲۱ آوریل ۱۹۶۸ (۲۶ سال)   | 10          | باشگاه فوتبال آژاکس آمستردام |
| 20    | هافبک     | آرون وینتر             | ۱ مارس ۱۹۶۷ (۲۷ سال)     | 38          | باشگاه ورزشی لاتزیو          |
| 21    | مدافع     | جان دو وولف            | ۱۰ دسامبر ۱۹۶۲ (۳۱ سال)  | 6           | باشگاه فوتبال فاینورد        |
| 22    | دروازه‌بان | تئو سنادلرس            | ۷ دسامبر ۱۹۶۳ (۳۰ سال)   | 1           | باشگاه فوتبال آبردین         |

### عربستان
سرمربی:  خورخه سولاری
| شماره | جایگاه    | بازیکن                 | تاریخ تولد/سن            | بازی‌های ملی | باشگاه                               |
| ----- | --------- | ---------------------- | ------------------------ | ----------- | ------------------------------------ |
| 1     | دروازه‌بان | محمد الدعیع            | ۲ اوت ۱۹۷۲ (۲۱ سال)      | 32          | Al-Ta'ee                             |
| 2     | مدافع     | عبدالله الدوساری       | ۱ نوامبر ۱۹۶۹ (۲۴ سال)   | 12          | باشگاه فوتبال الاتفاق عربستان سعودی  |
| 3     | مدافع     | محمد الخلیوی           | ۲۱ اوت ۱۹۷۱ (۲۲ سال)     | 37          | باشگاه فوتبال الاتحاد                |
| 4     | مدافع     | عبدالله زبرماوی        | ۱۵ نوامبر ۱۹۷۳ (۲۰ سال)  | 12          | باشگاه فوتبال الاهلی عربستان سعودی   |
| 5     | مدافع     | احمد جمیل مدنی         | ۶ ژانویه ۱۹۷۰ (۲۴ سال)   | 69          | باشگاه فوتبال الاتحاد                |
| 6     | هافبک     | فؤاد انور              | ۱۳ اکتبر ۱۹۷۲ (۲۱ سال)   | 47          | باشگاه فوتبال الشباب عربستان سعودی   |
| 7     | مهاجم     | فهد الغشیان            | ۱ اوت ۱۹۷۳ (۲۰ سال)      | 0           | باشگاه فوتبال الهلال                 |
| 8     | هافبک     | فهد البیشی             | ۱۰ سپتامبر ۱۹۶۵ (۲۸ سال) | 15          | باشگاه فوتبال النصر عربستان سعودی    |
| 9     | مهاجم     | ماجد عبدالله (کاپیتان) | ۱ نوامبر ۱۹۵۹ (۳۴ سال)   | 114         | باشگاه فوتبال النصر عربستان سعودی    |
| 10    | هافبک     | سعید العویران          | ۱۹ اوت ۱۹۶۷ (۲۶ سال)     | 7           | باشگاه فوتبال الشباب عربستان سعودی   |
| 11    | مهاجم     | فهد المهلل             | ۱۱ نوامبر ۱۹۷۰ (۲۳ سال)  | 30          | باشگاه فوتبال الشباب عربستان سعودی   |
| 12    | مهاجم     | سامی الجابر            | ۱۱ دسامبر ۱۹۷۲ (۲۱ سال)  | 32          | باشگاه فوتبال الهلال                 |
| 13    | مدافع     | محمد عبدالجواد         | ۲۸ نوامبر ۱۹۶۲ (۳۱ سال)  | 117         | باشگاه فوتبال الاهلی عربستان سعودی   |
| 14    | هافبک     | خالد المولد            | ۲۳ نوامبر ۱۹۷۱ (۲۲ سال)  | 51          | باشگاه فوتبال الاهلی عربستان سعودی   |
| 15    | مدافع     | صالح الداوود           | ۲۴ سپتامبر ۱۹۶۸ (۲۵ سال) | 0           | باشگاه فوتبال الشباب عربستان سعودی   |
| 16    | هافبک     | طلال جبرین             | ۲۵ سپتامبر ۱۹۷۳ (۲۰ سال) | 0           | Al-Riyadh                            |
| 17    | مدافع     | یاسر الطایفی           | ۱۰ مه ۱۹۷۱ (۲۳ سال)      | ?           | Al-Riyadh                            |
| 18    | مدافع     | عوض العنزی             | ۲۴ سپتامبر ۱۹۶۸ (۲۵ سال) | 1           | باشگاه فوتبال الشباب عربستان سعودی   |
| 19    | هافبک     | حمزه صالح              | ۱۹ آوریل ۱۹۶۷ (۲۷ سال)   | 0           | باشگاه فوتبال الاهلی عربستان سعودی   |
| 20    | مهاجم     | حمزه ادریس             | ۸ اکتبر ۱۹۷۲ (۲۱ سال)    | 7           | Ohod                                 |
| 21    | دروازه‌بان | حسین الصادق            | ۱۵ اکتبر ۱۹۷۳ (۲۰ سال)   | 0           | باشگاه فوتبال القادسیه عربستان سعودی |
| 22    | دروازه‌بان | ابراهیم الحلوه         | ۱۸ اوت ۱۹۷۲ (۲۱ سال)     | ?           | Al-Riyadh                            |